# Населённые пункты Волгоградской области
В Волгоградской области по состоянию на 2017—2019 гг. всего насчитывается 1494 населенных пункта, в том числе: 
- 36 городских населённых пунктов (в списках выделены оранжевым цветом), из них:
  - 19 городов,
  - 17 посёлков городского типа (рабочих посёлков);
- 1458 сельских населённых пунктов  (по переписи населения 2010 года — 1465 сельских населённых пунктов, из них 64 без населения).

Населённые пункты в списке распределены по административно-территориальным единицам в рамках административно-территориального устройства области: 6 городам областного значения и 33 районам (в рамках организации местного самоуправления (муниципального устройства) им соответствуют 6 городских округов и 32 муниципальных района).
Численность населения сельских населённых пунктов приведена по данным переписи населения 2010 года, численность населения городских населённых пунктов (городов и посёлков городского типа (рабочих посёлков)) — по оценке на 1 января 2021 года.

## Города областного значения
город Волгоград
| № | Населённый пункт | Тип   | Население |
| - | ---------------- | ----- | --------- |
| 1 | Волгоград        | город | 1 028 036 |

город Волжский
| № | Населённый пункт | Тип   | Население |
| - | ---------------- | ----- | --------- |
| 1 | Волжский         | город | 313 034   |

город Камышин
| № | Населённый пункт | Тип   | Население |
| - | ---------------- | ----- | --------- |
| 1 | Камышин          | город | 104 220   |

город Михайловка
| № | Населённый пункт | Тип             | Население |
| - | ---------------- | --------------- | --------- |
| 1 | Михайловка       | город           | 54 772    |
| 2 | Себрово          | рабочий посёлок | 4820      |

город Урюпинск
| № | Населённый пункт | Тип   | Население |
| - | ---------------- | ----- | --------- |
| 1 | Урюпинск         | город | 36 669    |

город Фролово
| № | Населённый пункт | Тип   | Население |
| - | ---------------- | ----- | --------- |
| 1 | Фролово          | город | 35 661    |

## Районы

### Алексеевский район
наверх к оглавлению
| №  | Населённый пункт   | Тип     | Население |
| -- | ------------------ | ------- | --------- |
| 1  | Алексеевская       | станица | 3677      |
| 2  | Андреяновка        | хутор   | 102       |
| 3  | Арепьев            | хутор   | 56        |
| 4  | Аржановская        | станица | 772       |
| 5  | Барминский         | хутор   | 211       |
| 6  | Большая Таволжанка | хутор   | 112       |
| 7  | Большевик          | хутор   | 0         |
| 8  | Большой Бабинский  | хутор   | 297       |
| 9  | Гореловский        | хутор   | 0         |
| 10 | Гремячий           | хутор   | 0         |
| 11 | Гущинский          | хутор   | 184       |
| 12 | Долговский         | хутор   | 0         |
| 13 | Ежовка             | хутор   | 160       |
| 14 | Ендовский          | хутор   | 10        |
| 15 | Захаровский        | хутор   | 48        |
| 16 | Земляничный        | хутор   | 0         |
| 17 | Зотовская          | станица | 76        |
| 18 | Иголинский         | хутор   | 0         |
| 19 | Исакиевский        | хутор   | 271       |
| 20 | Кочкаринский       | хутор   | 175       |
| 21 | Красинский         | хутор   | 42        |
| 22 | Красный Октябрь    | посёлок | 895       |
| 23 | Кудиновский        | хутор   | 11        |
| 24 | Ларинский          | хутор   | 647       |
| 25 | Липинский          | хутор   | 0         |
| 26 | Лукьяновский       | хутор   | 0         |
| 27 | Лунякинский        | хутор   | 31        |
| 28 | Митькин            | хутор   | 2         |
| 29 | Нестеровский       | хутор   | 143       |
| 30 | Ольховский         | хутор   | 59        |
| 31 | Ольховский         | хутор   | 0         |
| 32 | Павловский         | хутор   | #Н/Д      |
| 33 | Пимкинский         | хутор   | 138       |
| 34 | Плес               | хутор   | 12        |
| 35 | Подпесочный        | хутор   | 53        |
| 36 | Поклоновский       | хутор   | 406       |
| 37 | Политовский        | хутор   | 0         |
| 38 | Поляновский        | хутор   | 124       |
| 39 | Помалинский        | хутор   | 196       |
| 40 | Попов              | хутор   | 93        |
| 41 | Реченский          | хутор   | 408       |
| 42 | Решетовский        | хутор   | 41        |
| 43 | Рябовский          | хутор   | 871       |
| 44 | Самолшинский       | хутор   | 413       |
| 45 | Светлый Яр         | посёлок | 0         |
| 46 | Серебрянский       | хутор   | 77        |
| 47 | Сидоровка          | хутор   | 6         |
| 48 | Скулябинский       | хутор   | 138       |
| 49 | Солонцовский       | хутор   | 560       |
| 50 | Становский         | хутор   | 56        |
| 51 | Стеженский         | хутор   | 370       |
| 52 | Суховский          | хутор   | 48        |
| 53 | Титовский          | хутор   | 227       |
| 54 | Трёхложинский      | хутор   | 337       |
| 55 | Угольский          | хутор   | 87        |
| 56 | Усть-Бузулукская   | станица | 2688      |
| 57 | Чечеровский        | хутор   | 181       |
| 58 | Шарашенский        | хутор   | 760       |
| 59 | Шубинский          | хутор   | 0         |
| 60 | Яминский           | хутор   | 55        |
| 61 | Яминский           | хутор   | 1529      |

### Быковский район
наверх к оглавлению
| №  | Населённый пункт            | Тип             | Население |
| -- | --------------------------- | --------------- | --------- |
| 1  | Александровка               | село            | 562       |
| 2  | Быково                      | рабочий посёлок | 7142      |
| 3  | Верхний Балыклей            | село            | 1730      |
| 4  | Демидов                     | хутор           | 599       |
| 5  | Заволжский                  | посёлок         | 98        |
| 6  | Зелёный                     | посёлок         | #Н/Д      |
| 7  | Катричев                    | посёлок         | 1579      |
| 8  | Кислово                     | село            | 2554      |
| 9  | Красноселец                 | село            | 1513      |
| 10 | Красные Зори                | посёлок         | 106       |
| 11 | Луговая Пролейка            | село            | 890       |
| 12 | Молодёжный                  | посёлок         | 117       |
| 13 | Нижний Балыклей             | село            | 96        |
| 14 | Новоникольское              | село            | 1660      |
| 15 | Овечкино                    | хутор           | 0         |
| 16 | отделения № 3 с/х «Степной» | посёлок         | 141       |
| 17 | Песчаный                    | посёлок         | 88        |
| 18 | Победа                      | посёлок         | 1043      |
| 19 | Приморск                    | посёлок         | 3081      |
| 20 | Раздолье                    | посёлок         | 344       |
| 21 | Садовое                     | село            | 509       |
| 22 | Светлый                     | посёлок         | 24        |
| 23 | Северный                    | посёлок         | 62        |
| 24 | Солдатско-Степное           | село            | 929       |
| 25 | Солянка                     | хутор           | 163       |
| 26 | Степано-Разинская           | станица         | 44        |
| 27 | Столяров                    | хутор           | 32        |
| 28 | Фёдоровка                   | посёлок         | 92        |

### Городищенский район
наверх к оглавлению
| №  | Населённый пункт             | Тип             | Население |
| -- | ---------------------------- | --------------- | --------- |
| 1  | Бородино                     | хутор           | 73        |
| 2  | Варламов                     | хутор           | 622       |
| 3  | Вертячий                     | хутор           | 1203      |
| 4  | Виновка                      | село            | 172       |
| 5  | Городище                     | рабочий посёлок | 22 939    |
| 6  | Грачи                        | хутор           | 987       |
| 7  | Дмитриевка                   | хутор           | 109       |
| 8  | Донской                      | хутор           | 137       |
| 9  | Ерзовка                      | рабочий посёлок | 6305      |
| 10 | Западновка                   | посёлок         | 217       |
| 11 | Каменный                     | посёлок         | 1243      |
| 12 | Карповка                     | село            | 1591      |
| 13 | Конный                       | ж.д. разъезд    | 16        |
| 14 | Котлубань                    | посёлок         | 2103      |
| 15 | Красный Пахарь               | хутор           | 553       |
| 16 | Кузьмичи                     | посёлок         | 2253      |
| 17 | Новая Надежда                | хутор           | 1746      |
| 18 | Новый Рогачик                | рабочий посёлок | 6082      |
| 19 | Областной сх опытной станции | посёлок         | 1893      |
| 20 | Орловка                      | село            | 1534      |
| 21 | Орловка                      | ж.д. станция    | 102       |
| 22 | Паньшино                     | хутор           | 1054      |
| 23 | Песковатка                   | хутор           | 900       |
| 24 | Россошка                     | село            | 319       |
| 25 | Сады Придонья                | посёлок         | 691       |
| 26 | Сакарка                      | хутор           | 235       |
| 27 | Самофаловка                  | посёлок         | 1877      |
| 28 | Степной                      | посёлок         | 2273      |
| 29 | Студено-Яблоновка            | село            | 258       |
| 30 | Царицын                      | посёлок         | 1808      |

### Даниловский район
наверх к оглавлению
| №  | Населённый пункт  | Тип             | Население |
| -- | ----------------- | --------------- | --------- |
| 1  | Атамановка        | хутор           | 601       |
| 2  | Белые Пруды       | посёлок         | 551       |
| 3  | Берёзовская       | станица         | 1769      |
| 4  | Бобры             | хутор           | 226       |
| 5  | Величкин          | хутор           | 184       |
| 6  | Гончары           | хутор           | 146       |
| 7  | Горин             | хутор           | 110       |
| 8  | Грязнуха          | село            | 161       |
| 9  | Даниловка         | рабочий посёлок | 4308      |
| 10 | Дорожкин          | хутор           | 11        |
| 11 | Заплавка          | село            | 181       |
| 12 | Заполянский       | хутор           | 170       |
| 13 | Каменночерновский | хутор           | 128       |
| 14 | Каменный          | хутор           | 168       |
| 15 | Киевский          | хутор           | 2         |
| 16 | Красный           | хутор           | 590       |
| 17 | Кувшинов          | хутор           | 131       |
| 18 | Лобойково         | село            | 825       |
| 19 | Ловягин           | хутор           | 201       |
| 20 | Медведево         | село            | 3         |
| 21 | Миусово           | село            | 187       |
| 22 | Олейниково        | село            | 0         |
| 23 | Орехово           | село            | 602       |
| 24 | Островская        | станица         | 1689      |
| 25 | Петруши           | хутор           | 147       |
| 26 | Плотников 1-й     | хутор           | 809       |
| 27 | Попов             | хутор           | 113       |
| 28 | Профсоюзник       | посёлок         | 490       |
| 29 | Прыдки            | хутор           | 30        |
| 30 | Рогачи            | хутор           | 123       |
| 31 | Семибратовский    | хутор           | 49        |
| 32 | Сергиевская       | станица         | 1052      |
| 33 | Тарасов           | хутор           | 34        |
| 34 | Ушаки             | хутор           | 0         |
| 35 | Филин             | хутор           | 63        |
| 36 | Чернореченский    | хутор           | 45        |

### Дубовский район
наверх к оглавлению
| №  | Населённый пункт | Тип     | Население |
| -- | ---------------- | ------- | --------- |
| 1  | Бойкие Дворики   | хутор   | 103       |
| 2  | Варькино         | село    | 150       |
| 3  | Горная Пролейка  | село    | 1327      |
| 4  | Горноводяное     | село    | 723       |
| 5  | Горный Балыклей  | село    | 2656      |
| 6  | Давыдовка        | село    | 609       |
| 7  | Дубовка          | город   | 14 779    |
| 8  | Караваинка       | село    | 102       |
| 9  | Лозное           | село    | 1356      |
| 10 | Малая Ивановка   | село    | 670       |
| 11 | Оленье           | село    | 999       |
| 12 | Песковатка       | село    | 1314      |
| 13 | Петропавловка    | село    | 84        |
| 14 | Пичуга           | село    | 1349      |
| 15 | Полунино         | хутор   | 95        |
| 16 | Почта            | хутор   | 8         |
| 17 | Прямая Балка     | село    | 585       |
| 18 | Расстригин       | хутор   | 66        |
| 19 | Родники          | хутор   | 156       |
| 20 | Садки            | село    | 303       |
| 21 | Семёновка        | село    | 280       |
| 22 | Спартак          | хутор   | 88        |
| 23 | Стрельноширокое  | село    | 720       |
| 24 | Суводская        | станица | 450       |
| 25 | Усть-Погожье     | село    | 1067      |
| 26 | Челюскинец       | хутор   | 347       |

### Еланский район
наверх к оглавлению
| №  | Населённый пункт | Тип             | Население |
| -- | ---------------- | --------------- | --------- |
| 1  | Алявы            | хутор           | 196       |
| 2  | Бабинкино        | село            | 214       |
| 3  | Берёзовка        | село            | 357       |
| 4  | Берёзовка        | село            | 946       |
| 5  | Большевик        | посёлок         | 809       |
| 6  | Большой Морец    | село            | 1291      |
| 7  | Булгурино        | хутор           | 126       |
| 8  | Водопьяново      | село            | 103       |
| 9  | Волково          | село            | 287       |
| 10 | Вязовка          | село            | 2334      |
| 11 | Дубовое          | село            | 819       |
| 12 | Елань            | рабочий посёлок | 14 095    |
| 13 | Ерешково         | село            | 22        |
| 14 | Журавка          | село            | 788       |
| 15 | Зелёный          | хутор           | 122       |
| 16 | Ивановка         | село            | 125       |
| 17 | Калачики         | хутор           | 86        |
| 18 | Киевка           | хутор           | 21        |
| 19 | Краишево         | село            | 982       |
| 20 | Красноталовский  | хутор           | 456       |
| 21 | Красный          | посёлок         | 493       |
| 22 | Маринский        | хутор           | 342       |
| 23 | Морец            | село            | 1097      |
| 24 | Набат            | посёлок         | 385       |
| 25 | Николаевка       | хутор           | 220       |
| 26 | Новобузулукский  | хутор           | 87        |
| 27 | Новодобринка     | хутор           | 107       |
| 28 | Новопетровский   | хутор           | 139       |
| 29 | Носовский        | хутор           | 76        |
| 30 | Первокаменский   | хутор           | 132       |
| 31 | Поручиковский    | хутор           | 51        |
| 32 | Ровинский        | хутор           | 7         |
| 33 | Родинское        | село            | 237       |
| 34 | Таловка          | посёлок         | 706       |
| 35 | Терновое         | село            | 713       |
| 36 | Терса            | село            | 1235      |
| 37 | Торяное          | село            | 344       |
| 38 | Тростянка        | село            | 551       |
| 39 | Хвощинка         | хутор           | 258       |
| 40 | Хощининский      | хутор           | 1         |
| 41 | Щелоковка        | хутор           | 132       |

### Жирновский район
наверх к оглавлению
| №  | Населённый пункт  | Тип             | Население |
| -- | ----------------- | --------------- | --------- |
| 1  | Александровка     | село            | 1030      |
| 2  | Алешники          | село            | 852       |
| 3  | Андреевка         | село            | 427       |
| 4  | Большая Князевка  | село            | 139       |
| 5  | Бородачи          | село            | 395       |
| 6  | Бутырка           | село            | 327       |
| 7  | Верхняя Добринка  | село            | 716       |
| 8  | Вишнёвое          | село            | 241       |
| 9  | Гречихино         | село            | 80        |
| 10 | Ершовка           | село            | 228       |
| 11 | Жирновск          | город           | 15 555    |
| 12 | Журавка           | хутор           | 60        |
| 13 | Кленовка          | село            | 928       |
| 14 | Красный Яр        | рабочий посёлок | 5738      |
| 15 | Линёво            | рабочий посёлок | 5421      |
| 16 | Макаровка         | село            | 22        |
| 17 | Медведица         | село            | 2404      |
| 18 | Медведицкий       | рабочий посёлок | 1023      |
| 19 | Меловатка         | село            | 253       |
| 20 | Мельзавод         | посёлок         | 122       |
| 21 | Мирный            | посёлок         | 57        |
| 22 | Морозово          | село            | 45        |
| 23 | Недоступов        | хутор           | 263       |
| 24 | Нижняя Добринка   | село            | 1265      |
| 25 | Новая Бахметьевка | село            | 92        |
| 26 | Новинка           | село            | 462       |
| 27 | Песковка          | село            | 258       |
| 28 | Пограничное       | село            | 93        |
| 29 | Подчинный         | посёлок         | 145       |
| 30 | Романовка         | село            | 111       |
| 31 | Серпокрылово      | село            | 54        |
| 32 | Тарапатино        | село            | 261       |
| 33 | Тетеревятка       | село            | 262       |
| 34 | Федоровка         | село            | 216       |
| 35 | Фомёнково         | село            | 92        |
| 36 | Чижи              | село            | 36        |

### Иловлинский район
наверх к оглавлению
| №  | Населённый пункт      | Тип              | Население |
| -- | --------------------- | ---------------- | --------- |
| 1  | Авилов                | хутор            | 724       |
| 2  | Александровка         | село             | 855       |
| 3  | Аликовка              | село             | 75        |
| 4  | Байбаев               | хутор            | 47        |
| 5  | Белужино-Колдаиров    | хутор            | 165       |
| 6  | Бердия                | ж.д. станция     | 180       |
| 7  | Большая Ивановка      | село             | 935       |
| 8  | Боровки               | хутор            | 127       |
| 9  | Вилтов                | хутор            | 178       |
| 10 | Голенский             | хутор            | 1         |
| 11 | Ерецкий               | хутор            | 24        |
| 12 | Желтухин              | хутор            | 463       |
| 13 | Желтухино-Ширяйский   | хутор            | 290       |
| 14 | Заварыгин             | хутор            | 113       |
| 15 | Зимовейский           | хутор            | 136       |
| 16 | Зимовский             | хутор            | 0         |
| 17 | Иловля                | рабочий посёлок  | 10 555    |
| 18 | Каменский             | хутор            | 46        |
| 19 | Камышинский           | хутор            | 271       |
| 20 | Качалино              | ж.д. станция     | 2304      |
| 21 | Качалинская           | станица          | 442       |
| 22 | Качалинский Санаторий | населённый пункт | 141       |
| 23 | Колоцкий              | хутор            | 257       |
| 24 | Кондраши              | село             | 846       |
| 25 | Краснодонский         | хутор            | 939       |
| 26 | Красноярский          | хутор            | 322       |
| 27 | Кузнецов              | хутор            | 335       |
| 28 | Лог                   | село             | 3687      |
| 29 | Медведев              | хутор            | 1255      |
| 30 | Нижнегерасимовский    | хутор            | 52        |
| 31 | Новогригорьевская     | станица          | 736       |
| 32 | Обильный              | посёлок          | 86        |
| 33 | Озерки                | хутор            | 691       |
| 34 | Песчанка              | хутор            | 542       |
| 35 | Писарёвка             | хутор            | 382       |
| 36 | Рановский             | хутор            | 0         |
| 37 | Рассвет               | посёлок          | 65        |
| 38 | Сиротинская           | станица          | 1445      |
| 39 | Солодча               | ж.д. станция     | 24        |
| 40 | Старогригорьевская    | станица          | 192       |
| 41 | Стародонской          | хутор            | 31        |
| 42 | Тары                  | хутор            | 301       |
| 43 | Трактирский           | хутор            | 2         |
| 44 | Трёхостровская        | станица          | 864       |
| 45 | Фастов                | хутор            | 132       |
| 46 | Хмелевской            | хутор            | 74        |
| 47 | Чернозубовка          | село             | 289       |
| 48 | Широков               | хутор            | 129       |
| 49 | Ширяевский            | хутор            | 855       |
| 50 | Шохинский             | хутор            | 208       |
| 51 | Яблонский             | хутор            | 63        |
| 52 | Яблочный              | хутор            | 5         |

### Калачёвский район
наверх к оглавлению
| №  | Населённый пункт                  | Тип     | Население |
| -- | --------------------------------- | ------- | --------- |
| 1  | Белоглинский                      | посёлок | 257       |
| 2  | Береславка                        | посёлок | 3931      |
| 3  | Большенабатовский                 | хутор   | 76        |
| 4  | Братский                          | хутор   | 312       |
| 5  | Бузиновка                         | хутор   | 645       |
| 6  | Вербовский                        | хутор   | 262       |
| 7  | Волгодонской                      | посёлок | 1272      |
| 8  | Голубинская                       | станица | 1221      |
| 9  | Голубинский 2-й                   | хутор   | 24        |
| 10 | Гремячий                          | хутор   | 5         |
| 11 | Дальний                           | посёлок | 156       |
| 12 | Дом отдыха                        | посёлок | 199       |
| 13 | Донской                           | посёлок | 612       |
| 14 | Евлампиевский                     | хутор   | 0         |
| 15 | Заря                              | посёлок | 664       |
| 16 | Ильевка                           | посёлок | 1451      |
| 17 | Калач-на-Дону                     | город   | 24 277    |
| 18 | Камыши                            | хутор   | 397       |
| 19 | Колпачки                          | хутор   | 352       |
| 20 | Комсомольский                     | посёлок | 1224      |
| 21 | Крепинский                        | посёлок | 827       |
| 22 | Кумовка                           | хутор   | 222       |
| 23 | Логовский                         | хутор   | 2583      |
| 24 | Ложки                             | хутор   | 36        |
| 25 | Ляпичев                           | хутор   | 1266      |
| 26 | Малоголубинский                   | хутор   | 171       |
| 27 | Мариновка                         | село    | 862       |
| 28 | Морской                           | хутор   | 46        |
| 29 | Новоляпичев                       | хутор   | 360       |
| 30 | Новопетровский                    | хутор   | 202       |
| 31 | Овражный                          | посёлок | 306       |
| 32 | Октябрьский                       | посёлок | 3752      |
| 33 | Осиновский                        | хутор   | 78        |
| 34 | отделения № 2 совхоза «Волго-Дон» | посёлок | 510       |
| 35 | Пархоменко                        | посёлок | 427       |
| 36 | Первомайский                      | хутор   | 226       |
| 37 | Приканальный                      | посёлок | 184       |
| 38 | Приморский                        | хутор   | 497       |
| 39 | Прудбой                           | посёлок | 798       |
| 40 | Пятиизбянский                     | хутор   | 730       |
| 41 | Пятиморск                         | посёлок | 2657      |
| 42 | Рюмино-Красноярский               | хутор   | 132       |
| 43 | Светлый Лог                       | хутор   | 343       |
| 44 | Степаневка                        | хутор   | 228       |
| 45 | Степной                           | хутор   | 387       |
| 46 | Тихоновка                         | хутор   | 217       |
| 47 | Ярки-Рубежный                     | хутор   | 175       |

### Камышинский район
наверх к оглавлению
| №  | Населённый пункт               | Тип          | Население |
| -- | ------------------------------ | ------------ | --------- |
| 1  | Авиловский                     | посёлок      | 43        |
| 2  | Александровка                  | село         | 21        |
| 3  | Антиповка                      | село         | 2554      |
| 4  | Барановка                      | село         | 466       |
| 5  | Белогорки                      | село         | 192       |
| 6  | Бутковка                       | село         | 44        |
| 7  | Верхняя Грязнуха               | село         | 532       |
| 8  | Верхняя Добринка               | село         | 1261      |
| 9  | Верхняя Куланинка              | село         | 178       |
| 10 | Верхняя Липовка                | село         | 351       |
| 11 | Веселово                       | село         | 454       |
| 12 | Вихлянцево                     | село         | 1103      |
| 13 | Воднобуерачное                 | село         | 1071      |
| 14 | Галка                          | село         | 207       |
| 15 | Госселекстанция                | посёлок      | 883       |
| 16 | Грязнуха                       | хутор        | 79        |
| 17 | Гуселка                        | село         | 279       |
| 18 | Дворянское                     | село         | 2086      |
| 19 | Дубовка                        | хутор        | 278       |
| 20 | Ельшанка                       | село         | 278       |
| 21 | Зелёный Гай                    | село         | 61        |
| 22 | Ионов                          | хутор        | 34        |
| 23 | Калиновка                      | хутор        | 301       |
| 24 | Карпунин                       | хутор        | 164       |
| 25 | Костарево                      | село         | 931       |
| 26 | Лебяжье                        | село         | 1695      |
| 27 | Мичуринский                    | посёлок      | 2276      |
| 28 | Нагорный                       | посёлок      | 174       |
| 29 | Нижняя Добринка                | село         | 1046      |
| 30 | Нижняя Липовка                 | село         | 14        |
| 31 | Пановка                        | село         | 234       |
| 32 | Петров Вал                     | город        | 12 526    |
| 33 | Петрунино                      | село         | 942       |
| 34 | Поповка                        | хутор        | 125       |
| 35 | Саломатино                     | ж.д. станция | 23        |
| 36 | Саломатино                     | село         | 1612      |
| 37 | Семёновка                      | село         | 1023      |
| 38 | Средняя Камышинка              | село         | 184       |
| 39 | Таловка                        | село         | 1399      |
| 40 | Терновка                       | село         | 983       |
| 41 | Тихомировка                    | село         | 38        |
| 42 | Торповка                       | хутор        | 441       |
| 43 | Умёт                           | село         | 1248      |
| 44 | Усть-Грязнуха                  | село         | 856       |
| 45 | фермы № 3 совхоза «Добринский» | посёлок      | 83        |
| 46 | Чухонастовка                   | село         | 515       |
| 47 | Щербаковка                     | село         | 182       |
| 48 | Щербатовка                     | село         | 210       |

### Киквидзенский район
наверх к оглавлению
| №  | Населённый пункт | Тип     | Население |
| -- | ---------------- | ------- | --------- |
| 1  | Александровка    | село    | 399       |
| 2  | Алонцево         | село    | 213       |
| 3  | Астахов          | хутор   | 37        |
| 4  | Безречный        | хутор   | 81        |
| 5  | Бесов            | хутор   | 32        |
| 6  | Будённый         | хутор   | 169       |
| 7  | Гордеевский      | хутор   | 2         |
| 8  | Гришин           | посёлок | 916       |
| 9  | Дальнестепной    | хутор   | 14        |
| 10 | Дубровский       | хутор   | 597       |
| 11 | Ежовка           | хутор   | 824       |
| 12 | Журавка          | хутор   | 0         |
| 13 | Завязка          | село    | 1073      |
| 14 | Казарино         | хутор   | 164       |
| 15 | Калачёвский      | хутор   | 675       |
| 16 | Калиновский      | хутор   | 798       |
| 17 | Крутой Лог       | хутор   | 209       |
| 18 | Кузькин          | село    | 110       |
| 19 | Лапин            | хутор   | 54        |
| 20 | Лестюхин         | хутор   | 22        |
| 21 | Марчуковский     | хутор   | 1         |
| 22 | Мачеха           | село    | 2340      |
| 23 | Михайловка       | хутор   | 382       |
| 24 | Мозглы           | хутор   | 23        |
| 25 | Мордвинцево      | хутор   | 168       |
| 26 | Озерки           | хутор   | 1319      |
| 27 | Песчановка       | хутор   | 50        |
| 28 | Преображенская   | станица | 4889      |
| 29 | Расстригин       | хутор   | 127       |
| 30 | Семёновка        | село    | 509       |
| 31 | Страхов          | хутор   | 196       |
| 32 | Уваровка         | хутор   | 6         |
| 33 | Чернолагутинский | хутор   | 818       |
| 34 | Чистополь        | хутор   | 132       |
| 35 | Ширяевский       | хутор   | 224       |

### Клетский район
наверх к оглавлению
| №  | Населённый пункт  | Тип     | Население |
| -- | ----------------- | ------- | --------- |
| 1  | Большая Донщинка  | хутор   | 50        |
| 2  | Большая Осиновка  | хутор   | 226       |
| 3  | Борисов           | хутор   | 93        |
| 4  | Венцы             | хутор   | 119       |
| 5  | Верхнечеренский   | хутор   | 881       |
| 6  | Верхняя Бузиновка | хутор   | 900       |
| 7  | Гвардейский       | хутор   | 193       |
| 8  | Евстратовский     | хутор   | 407       |
| 9  | Ерик              | хутор   | 80        |
| 10 | Ефремовский       | хутор   | 0         |
| 11 | Жирковский        | хутор   | 165       |
| 12 | Захаров           | хутор   | 623       |
| 13 | Зотовский         | хутор   | 209       |
| 14 | Иванушенский      | хутор   | 77        |
| 15 | Казачий           | хутор   | 202       |
| 16 | Калмыковский      | хутор   | 923       |
| 17 | Караженский       | хутор   | 228       |
| 18 | Клетская          | станица | 4975      |
| 19 | Копонья           | хутор   | 21        |
| 20 | Кременская        | станица | 836       |
| 21 | Курганный         | хутор   | 73        |
| 22 | Липовский         | хутор   | 82        |
| 23 | Логовский         | хутор   | 220       |
| 24 | Майоровский       | хутор   | 82        |
| 25 | Максари           | хутор   | 190       |
| 26 | Малая Донщинка    | хутор   | 72        |
| 27 | Малая Осиновка    | хутор   | 10        |
| 28 | Манойлин          | хутор   | 799       |
| 29 | Мелоклетский      | хутор   | 232       |
| 30 | Муковнин          | хутор   | 114       |
| 31 | Нижняя Бузиновка  | хутор   | 65        |
| 32 | Новоцарицынский   | хутор   | 337       |
| 33 | Орехов            | хутор   | 150       |
| 34 | Перекопка         | хутор   | 853       |
| 35 | Перекопская       | станица | 75        |
| 36 | Перелазовский     | хутор   | 1045      |
| 37 | Платонов          | хутор   | 11        |
| 38 | Поднижний         | хутор   | 264       |
| 39 | Распопинская      | станица | 1090      |
| 40 | Саушкин           | хутор   | 15        |
| 41 | Селиванов         | хутор   | 227       |
| 42 | Терновой          | хутор   | 115       |

### Котельниковский район
наверх к оглавлению
| №  | Населённый пункт | Тип          | Население                                                                                  |
| -- | ---------------- | ------------ | ------------------------------------------------------------------------------------------ |
| 1  | Бударка          | хутор        | 39                                                                                         |
| 2  | Васильевский     | хутор        | 28                                                                                         |
| 3  | Верхнеяблочный   | хутор        | 336                                                                                        |
| 4  | Весёлый          | хутор        | 821                                                                                        |
| 5  | Выпасной         | посёлок      | 864                                                                                        |
| 6  | Генераловский    | хутор        | 1055                                                                                       |
| 7  | Гремячая         | ж.д. станция | #Н/Д                                                                                       |
| 8  | Дарганов         | хутор        | 151                                                                                        |
| 9  | Дорофеевский     | хутор        | ↘293                                                                                       |
| 10 | Захаров          | хутор        | 489                                                                                        |
| 11 | Караичев         | хутор        | 253                                                                                        |
| 12 | Котельников      | хутор        | 748                                                                                        |
| 13 | Котельниково     | город        | Получено слишком много сущностей из Викиданные. Количество загруженных сущностей: 500/500. |
| 14 | Красноярский     | хутор        | Получено слишком много сущностей из Викиданные. Количество загруженных сущностей: 500/500. |
| 15 | Ленина           | посёлок      | Получено слишком много сущностей из Викиданные. Количество загруженных сущностей: 500/500. |
| 16 | Майоровский      | хутор        | Получено слишком много сущностей из Викиданные. Количество загруженных сущностей: 500/500. |
| 17 | Нагавская        | станица      | Получено слишком много сущностей из Викиданные. Количество загруженных сущностей: 500/500. |
| 18 | Нагольный        | хутор        | Получено слишком много сущностей из Викиданные. Количество загруженных сущностей: 500/500. |
| 19 | Небыков          | хутор        | Получено слишком много сущностей из Викиданные. Количество загруженных сущностей: 500/500. |
| 20 | Нижнеяблочный    | хутор        | Получено слишком много сущностей из Викиданные. Количество загруженных сущностей: 500/500. |
| 21 | Нижние Черни     | хутор        | Получено слишком много сущностей из Викиданные. Количество загруженных сущностей: 500/500. |
| 22 | Пимено-Черни     | хутор        | Получено слишком много сущностей из Викиданные. Количество загруженных сущностей: 500/500. |
| 23 | Поперечный       | хутор        | Получено слишком много сущностей из Викиданные. Количество загруженных сущностей: 500/500. |
| 24 | Похлебин         | хутор        | Получено слишком много сущностей из Викиданные. Количество загруженных сущностей: 500/500. |
| 25 | Приморский       | посёлок      | Получено слишком много сущностей из Викиданные. Количество загруженных сущностей: 500/500. |
| 26 | Пугачёвская      | станица      | Получено слишком много сущностей из Викиданные. Количество загруженных сущностей: 500/500. |
| 27 | Равнинный        | посёлок      | Получено слишком много сущностей из Викиданные. Количество загруженных сущностей: 500/500. |
| 28 | Рассвет          | посёлок      | Получено слишком много сущностей из Викиданные. Количество загруженных сущностей: 500/500. |
| 29 | Сазонов          | хутор        | Получено слишком много сущностей из Викиданные. Количество загруженных сущностей: 500/500. |
| 30 | Сафронов         | хутор        | Получено слишком много сущностей из Викиданные. Количество загруженных сущностей: 500/500. |
| 31 | Семичный         | хутор        | Получено слишком много сущностей из Викиданные. Количество загруженных сущностей: 500/500. |
| 32 | Терновой         | посёлок      | Получено слишком много сущностей из Викиданные. Количество загруженных сущностей: 500/500. |
| 33 | Чиганаки         | хутор        | Получено слишком много сущностей из Викиданные. Количество загруженных сущностей: 500/500. |
| 34 | Чилеково         | ж.д. станция | Получено слишком много сущностей из Викиданные. Количество загруженных сущностей: 500/500. |

### Котовский район
наверх к оглавлению
| №  | Населённый пункт | Тип          | Население                                                                                  |
| -- | ---------------- | ------------ | ------------------------------------------------------------------------------------------ |
| 1  | Авилово          | село         | Получено слишком много сущностей из Викиданные. Количество загруженных сущностей: 500/500. |
| 2  | Бурлук           | село         | Получено слишком много сущностей из Викиданные. Количество загруженных сущностей: 500/500. |
| 3  | Гордиенки        | село         | Получено слишком много сущностей из Викиданные. Количество загруженных сущностей: 500/500. |
| 4  | Дорошево         | село         | Получено слишком много сущностей из Викиданные. Количество загруженных сущностей: 500/500. |
| 5  | Ефимовка         | село         | Получено слишком много сущностей из Викиданные. Количество загруженных сущностей: 500/500. |
| 6  | Коростино        | село         | Получено слишком много сущностей из Викиданные. Количество загруженных сущностей: 500/500. |
| 7  | Котово           | город        | Получено слишком много сущностей из Викиданные. Количество загруженных сущностей: 500/500. |
| 8  | Крячки           | село         | Получено слишком много сущностей из Викиданные. Количество загруженных сущностей: 500/500. |
| 9  | Купцово          | село         | Получено слишком много сущностей из Викиданные. Количество загруженных сущностей: 500/500. |
| 10 | Лапшинская       | ж.д. станция | Получено слишком много сущностей из Викиданные. Количество загруженных сущностей: 500/500. |
| 11 | Лобынец          | село         | Получено слишком много сущностей из Викиданные. Количество загруженных сущностей: 500/500. |
| 12 | Мирошники        | село         | Получено слишком много сущностей из Викиданные. Количество загруженных сущностей: 500/500. |
| 13 | Моисеево         | село         | Получено слишком много сущностей из Викиданные. Количество загруженных сущностей: 500/500. |
| 14 | Мокрая Ольховка  | село         | Получено слишком много сущностей из Викиданные. Количество загруженных сущностей: 500/500. |
| 15 | Неткачево        | село         | Получено слишком много сущностей из Викиданные. Количество загруженных сущностей: 500/500. |
| 16 | Нижние Коробки   | хутор        | Получено слишком много сущностей из Викиданные. Количество загруженных сущностей: 500/500. |
| 17 | Новоалексеевка   | село         | Получено слишком много сущностей из Викиданные. Количество загруженных сущностей: 500/500. |
| 18 | Новониколаевка   | село         | Получено слишком много сущностей из Викиданные. Количество загруженных сущностей: 500/500. |
| 19 | Перещепное       | село         | Получено слишком много сущностей из Викиданные. Количество загруженных сущностей: 500/500. |
| 20 | Племхоз          | село         | Получено слишком много сущностей из Викиданные. Количество загруженных сущностей: 500/500. |
| 21 | Попки            | хутор        | Получено слишком много сущностей из Викиданные. Количество загруженных сущностей: 500/500. |
| 22 | Романов          | хутор        | Получено слишком много сущностей из Викиданные. Количество загруженных сущностей: 500/500. |
| 23 | Слюсарево        | село         | Получено слишком много сущностей из Викиданные. Количество загруженных сущностей: 500/500. |
| 24 | Смородино        | село         | Получено слишком много сущностей из Викиданные. Количество загруженных сущностей: 500/500. |
| 25 | Сосновка         | село         | Получено слишком много сущностей из Викиданные. Количество загруженных сущностей: 500/500. |
| 26 | Тарасово         | село         | Получено слишком много сущностей из Викиданные. Количество загруженных сущностей: 500/500. |

### Кумылженский район
наверх к оглавлению
| №  | Населённый пункт       | Тип     | Население                                                                                  |
| -- | ---------------------- | ------- | ------------------------------------------------------------------------------------------ |
| 1  | Аверинский             | хутор   | Получено слишком много сущностей из Викиданные. Количество загруженных сущностей: 500/500. |
| 2  | Андреяновский          | хутор   | Получено слишком много сущностей из Викиданные. Количество загруженных сущностей: 500/500. |
| 3  | Беленький              | хутор   | Получено слишком много сущностей из Викиданные. Количество загруженных сущностей: 500/500. |
| 4  | Белогорский            | хутор   | Получено слишком много сущностей из Викиданные. Количество загруженных сущностей: 500/500. |
| 5  | Ближний                | хутор   | Получено слишком много сущностей из Викиданные. Количество загруженных сущностей: 500/500. |
| 6  | Блинковский            | хутор   | Получено слишком много сущностей из Викиданные. Количество загруженных сущностей: 500/500. |
| 7  | Букановская            | станица | Получено слишком много сущностей из Викиданные. Количество загруженных сущностей: 500/500. |
| 8  | Букановское Заготзерно | посёлок | Получено слишком много сущностей из Викиданные. Количество загруженных сущностей: 500/500. |
| 9  | Водяновский            | хутор   | Получено слишком много сущностей из Викиданные. Количество загруженных сущностей: 500/500. |
| 10 | Галкин                 | хутор   | Получено слишком много сущностей из Викиданные. Количество загруженных сущностей: 500/500. |
| 11 | Глазуновская           | станица | Получено слишком много сущностей из Викиданные. Количество загруженных сущностей: 500/500. |
| 12 | Глуховский             | хутор   | Получено слишком много сущностей из Викиданные. Количество загруженных сущностей: 500/500. |
| 13 | Глушица                | хутор   | Получено слишком много сущностей из Викиданные. Количество загруженных сущностей: 500/500. |
| 14 | Головский              | хутор   | Получено слишком много сущностей из Викиданные. Количество загруженных сущностей: 500/500. |
| 15 | Гришинский             | хутор   | Получено слишком много сущностей из Викиданные. Количество загруженных сущностей: 500/500. |
| 16 | Девкин                 | хутор   | Получено слишком много сущностей из Викиданные. Количество загруженных сущностей: 500/500. |
| 17 | Долговский             | хутор   | Получено слишком много сущностей из Викиданные. Количество загруженных сущностей: 500/500. |
| 18 | Дубовский              | хутор   | Получено слишком много сущностей из Викиданные. Количество загруженных сущностей: 500/500. |
| 19 | Еланский               | хутор   | Получено слишком много сущностей из Викиданные. Количество загруженных сущностей: 500/500. |
| 20 | Ендовский              | хутор   | Получено слишком много сущностей из Викиданные. Количество загруженных сущностей: 500/500. |
| 21 | Ермаковский            | хутор   | Получено слишком много сущностей из Викиданные. Количество загруженных сущностей: 500/500. |
| 22 | Жуковский              | хутор   | Получено слишком много сущностей из Викиданные. Количество загруженных сущностей: 500/500. |
| 23 | Жуковский              | хутор   | Получено слишком много сущностей из Викиданные. Количество загруженных сущностей: 500/500. |
| 24 | Заольховский           | хутор   | Получено слишком много сущностей из Викиданные. Количество загруженных сущностей: 500/500. |
| 25 | Заталовский            | хутор   | Получено слишком много сущностей из Викиданные. Количество загруженных сущностей: 500/500. |
| 26 | Ильменевский           | хутор   | Получено слишком много сущностей из Викиданные. Количество загруженных сущностей: 500/500. |
| 27 | Калинин                | хутор   | Получено слишком много сущностей из Викиданные. Количество загруженных сущностей: 500/500. |
| 28 | Ключи                  | хутор   | Получено слишком много сущностей из Викиданные. Количество загруженных сущностей: 500/500. |
| 29 | Козлов                 | хутор   | Получено слишком много сущностей из Викиданные. Количество загруженных сущностей: 500/500. |
| 30 | Колотаевский           | хутор   | Получено слишком много сущностей из Викиданные. Количество загруженных сущностей: 500/500. |
| 31 | Косоключанский         | хутор   | Получено слишком много сущностей из Викиданные. Количество загруженных сущностей: 500/500. |
| 32 | Крапцовский            | хутор   | Получено слишком много сущностей из Викиданные. Количество загруженных сущностей: 500/500. |
| 33 | Красноармейский        | хутор   | Получено слишком много сущностей из Викиданные. Количество загруженных сущностей: 500/500. |
| 34 | Краснополов            | хутор   | Получено слишком много сущностей из Викиданные. Количество загруженных сущностей: 500/500. |
| 35 | Краснянский            | хутор   | Получено слишком много сущностей из Викиданные. Количество загруженных сущностей: 500/500. |
| 36 | Кривский               | хутор   | Получено слишком много сущностей из Викиданные. Количество загруженных сущностей: 500/500. |
| 37 | Крутой                 | хутор   | Получено слишком много сущностей из Викиданные. Количество загруженных сущностей: 500/500. |
| 38 | Кузнечинский           | хутор   | Получено слишком много сущностей из Викиданные. Количество загруженных сущностей: 500/500. |
| 39 | Кумылженская           | станица | Получено слишком много сущностей из Викиданные. Количество загруженных сущностей: 500/500. |
| 40 | Кучуровский            | хутор   | Получено слишком много сущностей из Викиданные. Количество загруженных сущностей: 500/500. |
| 41 | Лисинский              | хутор   | Получено слишком много сущностей из Викиданные. Количество загруженных сущностей: 500/500. |
| 42 | Любишенский            | хутор   | Получено слишком много сущностей из Викиданные. Количество загруженных сущностей: 500/500. |
| 43 | Лялинский              | хутор   | Получено слишком много сущностей из Викиданные. Количество загруженных сущностей: 500/500. |
| 44 | Митькин                | хутор   | Получено слишком много сущностей из Викиданные. Количество загруженных сущностей: 500/500. |
| 45 | Мокров                 | хутор   | Получено слишком много сущностей из Викиданные. Количество загруженных сущностей: 500/500. |
| 46 | Никитинский            | хутор   | Получено слишком много сущностей из Викиданные. Количество загруженных сущностей: 500/500. |
| 47 | Обливский              | хутор   | Получено слишком много сущностей из Викиданные. Количество загруженных сущностей: 500/500. |
| 48 | Ожогин                 | хутор   | Получено слишком много сущностей из Викиданные. Количество загруженных сущностей: 500/500. |
| 49 | Ольховский             | хутор   | Получено слишком много сущностей из Викиданные. Количество загруженных сущностей: 500/500. |
| 50 | Остроухов              | хутор   | Получено слишком много сущностей из Викиданные. Количество загруженных сущностей: 500/500. |
| 51 | Подковский             | хутор   | Получено слишком много сущностей из Викиданные. Количество загруженных сущностей: 500/500. |
| 52 | Покручинский           | хутор   | Получено слишком много сущностей из Викиданные. Количество загруженных сущностей: 500/500. |
| 53 | Попов                  | хутор   | Получено слишком много сущностей из Викиданные. Количество загруженных сущностей: 500/500. |
| 54 | Потаповский            | хутор   | Получено слишком много сущностей из Викиданные. Количество загруженных сущностей: 500/500. |
| 55 | Пустовский             | хутор   | Получено слишком много сущностей из Викиданные. Количество загруженных сущностей: 500/500. |
| 56 | Родионовский           | хутор   | Получено слишком много сущностей из Викиданные. Количество загруженных сущностей: 500/500. |
| 57 | Самойловский           | хутор   | Получено слишком много сущностей из Викиданные. Количество загруженных сущностей: 500/500. |
| 58 | Сарычевский            | хутор   | Получено слишком много сущностей из Викиданные. Количество загруженных сущностей: 500/500. |
| 59 | Седов                  | хутор   | Получено слишком много сущностей из Викиданные. Количество загруженных сущностей: 500/500. |
| 60 | Сигаевский             | хутор   | Получено слишком много сущностей из Викиданные. Количество загруженных сущностей: 500/500. |
| 61 | Сиськовский            | хутор   | Получено слишком много сущностей из Викиданные. Количество загруженных сущностей: 500/500. |
| 62 | Скуришенская           | станица | Получено слишком много сущностей из Викиданные. Количество загруженных сущностей: 500/500. |
| 63 | Слащёвская             | станица | Получено слишком много сущностей из Викиданные. Количество загруженных сущностей: 500/500. |
| 64 | Сукачев                | хутор   | Получено слишком много сущностей из Викиданные. Количество загруженных сущностей: 500/500. |
| 65 | Суляевский             | хутор   | Получено слишком много сущностей из Викиданные. Количество загруженных сущностей: 500/500. |
| 66 | Точилкин               | хутор   | Получено слишком много сущностей из Викиданные. Количество загруженных сущностей: 500/500. |
| 67 | Тюринский              | хутор   | Получено слишком много сущностей из Викиданные. Количество загруженных сущностей: 500/500. |
| 68 | Федосеевская           | станица | Получено слишком много сущностей из Викиданные. Количество загруженных сущностей: 500/500. |
| 69 | Филин                  | хутор   | Получено слишком много сущностей из Викиданные. Количество загруженных сущностей: 500/500. |
| 70 | Филяты                 | хутор   | Получено слишком много сущностей из Викиданные. Количество загруженных сущностей: 500/500. |
| 71 | Чиганаки 1-е           | хутор   | Получено слишком много сущностей из Викиданные. Количество загруженных сущностей: 500/500. |
| 72 | Чиганаки 2-е           | хутор   | Получено слишком много сущностей из Викиданные. Количество загруженных сущностей: 500/500. |
| 73 | Чиганаки 3-й           | хутор   | Получено слишком много сущностей из Викиданные. Количество загруженных сущностей: 500/500. |
| 74 | Чуносовский            | хутор   | Получено слишком много сущностей из Викиданные. Количество загруженных сущностей: 500/500. |
| 75 | Шакин                  | хутор   | Получено слишком много сущностей из Викиданные. Количество загруженных сущностей: 500/500. |
| 76 | Широковский            | хутор   | Получено слишком много сущностей из Викиданные. Количество загруженных сущностей: 500/500. |
| 77 | Ярской 1-й             | хутор   | Получено слишком много сущностей из Викиданные. Количество загруженных сущностей: 500/500. |
| 78 | Ярской 2-й             | хутор   | Получено слишком много сущностей из Викиданные. Количество загруженных сущностей: 500/500. |

### Ленинский район
наверх к оглавлению
| №  | Населённый пункт | Тип     | Население                                                                                  |
| -- | ---------------- | ------- | ------------------------------------------------------------------------------------------ |
| 1  | Бахтияровка      | село    | Получено слишком много сущностей из Викиданные. Количество загруженных сущностей: 500/500. |
| 2  | Булгаков         | хутор   | Получено слишком много сущностей из Викиданные. Количество загруженных сущностей: 500/500. |
| 3  | Восьмое Марта    | посёлок | Получено слишком много сущностей из Викиданные. Количество загруженных сущностей: 500/500. |
| 4  | Глухой           | хутор   | Получено слишком много сущностей из Викиданные. Количество загруженных сущностей: 500/500. |
| 5  | Горная Поляна    | хутор   | Получено слишком много сущностей из Викиданные. Количество загруженных сущностей: 500/500. |
| 6  | Долгий           | хутор   | Получено слишком много сущностей из Викиданные. Количество загруженных сущностей: 500/500. |
| 7  | Заплавное        | село    | Получено слишком много сущностей из Викиданные. Количество загруженных сущностей: 500/500. |
| 8  | Заря             | посёлок | Получено слишком много сущностей из Викиданные. Количество загруженных сущностей: 500/500. |
| 9  | Зубаревка        | хутор   | Получено слишком много сущностей из Викиданные. Количество загруженных сущностей: 500/500. |
| 10 | Каршевитое       | село    | Получено слишком много сущностей из Викиданные. Количество загруженных сущностей: 500/500. |
| 11 | Ковыльный        | хутор   | Получено слишком много сущностей из Викиданные. Количество загруженных сущностей: 500/500. |
| 12 | Колобовка        | село    | Получено слишком много сущностей из Викиданные. Количество загруженных сущностей: 500/500. |
| 13 | Коммунар         | посёлок | Получено слишком много сущностей из Викиданные. Количество загруженных сущностей: 500/500. |
| 14 | Коновалов        | хутор   | Получено слишком много сущностей из Викиданные. Количество загруженных сущностей: 500/500. |
| 15 | Ленинск          | город   | Получено слишком много сущностей из Викиданные. Количество загруженных сущностей: 500/500. |
| 16 | Лесхоз 5-й       | посёлок | Получено слишком много сущностей из Викиданные. Количество загруженных сущностей: 500/500. |
| 17 | Лещев            | хутор   | Получено слишком много сущностей из Викиданные. Количество загруженных сущностей: 500/500. |
| 18 | Маляевка         | село    | Получено слишком много сущностей из Викиданные. Количество загруженных сущностей: 500/500. |
| 19 | Маяк Октября     | посёлок | Получено слишком много сущностей из Викиданные. Количество загруженных сущностей: 500/500. |
| 20 | Надеждин         | хутор   | Получено слишком много сущностей из Викиданные. Количество загруженных сущностей: 500/500. |
| 21 | Новостройка      | посёлок | Получено слишком много сущностей из Викиданные. Количество загруженных сущностей: 500/500. |
| 22 | Покровка         | село    | Получено слишком много сущностей из Викиданные. Количество загруженных сущностей: 500/500. |
| 23 | Полевой          | посёлок | Получено слишком много сущностей из Викиданные. Количество загруженных сущностей: 500/500. |
| 24 | Путь Ильича      | посёлок | Получено слишком много сущностей из Викиданные. Количество загруженных сущностей: 500/500. |
| 25 | Рассвет          | посёлок | Получено слишком много сущностей из Викиданные. Количество загруженных сущностей: 500/500. |
| 26 | Сарай            | посёлок | Получено слишком много сущностей из Викиданные. Количество загруженных сущностей: 500/500. |
| 27 | Солодовка        | село    | Получено слишком много сущностей из Викиданные. Количество загруженных сущностей: 500/500. |
| 28 | Степана Разина   | посёлок | Получено слишком много сущностей из Викиданные. Количество загруженных сущностей: 500/500. |
| 29 | Степной          | посёлок | Получено слишком много сущностей из Викиданные. Количество загруженных сущностей: 500/500. |
| 30 | Тракторострой    | посёлок | Получено слишком много сущностей из Викиданные. Количество загруженных сущностей: 500/500. |
| 31 | Царев            | село    | Получено слишком много сущностей из Викиданные. Количество загруженных сущностей: 500/500. |

### Михайловский район
наверх к оглавлению
| №  | Населённый пункт   | Тип          | Население                                                                                  |
| -- | ------------------ | ------------ | ------------------------------------------------------------------------------------------ |
| 1  | Абрамов            | хутор        | Получено слишком много сущностей из Викиданные. Количество загруженных сущностей: 500/500. |
| 2  | Арчединская        | станица      | Получено слишком много сущностей из Викиданные. Количество загруженных сущностей: 500/500. |
| 3  | Безымянка          | хутор        | Получено слишком много сущностей из Викиданные. Количество загруженных сущностей: 500/500. |
| 4  | Большая Глушица    | хутор        | Получено слишком много сущностей из Викиданные. Количество загруженных сущностей: 500/500. |
| 5  | Большемедведевский | хутор        | Получено слишком много сущностей из Викиданные. Количество загруженных сущностей: 500/500. |
| 6  | Большой            | хутор        | Получено слишком много сущностей из Викиданные. Количество загруженных сущностей: 500/500. |
| 7  | Большой Орешкин    | хутор        | Получено слишком много сущностей из Викиданные. Количество загруженных сущностей: 500/500. |
| 8  | Буров              | хутор        | Получено слишком много сущностей из Викиданные. Количество загруженных сущностей: 500/500. |
| 9  | Веселый            | хутор        | Получено слишком много сущностей из Викиданные. Количество загруженных сущностей: 500/500. |
| 10 | Глинище            | хутор        | Получено слишком много сущностей из Викиданные. Количество загруженных сущностей: 500/500. |
| 11 | Гришин             | хутор        | Получено слишком много сущностей из Викиданные. Количество загруженных сущностей: 500/500. |
| 12 | Гурово             | ж.д. разъезд | Получено слишком много сущностей из Викиданные. Количество загруженных сущностей: 500/500. |
| 13 | Демочкин           | хутор        | Получено слишком много сущностей из Викиданные. Количество загруженных сущностей: 500/500. |
| 14 | Етеревская         | станица      | Получено слишком много сущностей из Викиданные. Количество загруженных сущностей: 500/500. |
| 15 | Заполосный         | хутор        | Получено слишком много сущностей из Викиданные. Количество загруженных сущностей: 500/500. |
| 16 | Зиновьев           | хутор        | Получено слишком много сущностей из Викиданные. Количество загруженных сущностей: 500/500. |
| 17 | Ильменский 1-й     | хутор        | Получено слишком много сущностей из Викиданные. Количество загруженных сущностей: 500/500. |
| 18 | Ильменский 2-й     | хутор        | Получено слишком много сущностей из Викиданные. Количество загруженных сущностей: 500/500. |
| 19 | Карагичевский      | хутор        | Получено слишком много сущностей из Викиданные. Количество загруженных сущностей: 500/500. |
| 20 | Катасонов          | хутор        | Получено слишком много сущностей из Викиданные. Количество загруженных сущностей: 500/500. |
| 21 | Княженский 1-й     | хутор        | Получено слишком много сущностей из Викиданные. Количество загруженных сущностей: 500/500. |
| 22 | Княженский 2-й     | хутор        | Получено слишком много сущностей из Викиданные. Количество загруженных сущностей: 500/500. |
| 23 | Крутинский         | хутор        | Получено слишком много сущностей из Викиданные. Количество загруженных сущностей: 500/500. |
| 24 | Кукушкино          | хутор        | Получено слишком много сущностей из Викиданные. Количество загруженных сущностей: 500/500. |
| 25 | Курин              | хутор        | Получено слишком много сущностей из Викиданные. Количество загруженных сущностей: 500/500. |
| 26 | Маломедведевский   | хутор        | Получено слишком много сущностей из Викиданные. Количество загруженных сущностей: 500/500. |
| 27 | Малый Орешкин      | хутор        | Получено слишком много сущностей из Викиданные. Количество загруженных сущностей: 500/500. |
| 28 | Мишин              | хутор        | Получено слишком много сущностей из Викиданные. Количество загруженных сущностей: 500/500. |
| 29 | Моховский          | хутор        | Получено слишком много сущностей из Викиданные. Количество загруженных сущностей: 500/500. |
| 30 | Орлы               | хутор        | Получено слишком много сущностей из Викиданные. Количество загруженных сущностей: 500/500. |
| 31 | Отрадное           | посёлок      | Получено слишком много сущностей из Викиданные. Количество загруженных сущностей: 500/500. |
| 32 | Отруба             | хутор        | Получено слишком много сущностей из Викиданные. Количество загруженных сущностей: 500/500. |
| 33 | Плотников 2-й      | хутор        | Получено слишком много сущностей из Викиданные. Количество загруженных сущностей: 500/500. |
| 34 | Поддубный          | хутор        | Получено слишком много сущностей из Викиданные. Количество загруженных сущностей: 500/500. |
| 35 | Прудки             | хутор        | Получено слишком много сущностей из Викиданные. Количество загруженных сущностей: 500/500. |
| 36 | Раздоры            | хутор        | Получено слишком много сущностей из Викиданные. Количество загруженных сущностей: 500/500. |
| 37 | Реконструкция      | посёлок      | Получено слишком много сущностей из Викиданные. Количество загруженных сущностей: 500/500. |
| 38 | Рогожин            | хутор        | Получено слишком много сущностей из Викиданные. Количество загруженных сущностей: 500/500. |
| 39 | Секачи             | хутор        | Получено слишком много сущностей из Викиданные. Количество загруженных сущностей: 500/500. |
| 40 | Семеновод          | хутор        | Получено слишком много сущностей из Викиданные. Количество загруженных сущностей: 500/500. |
| 41 | Сеничкин           | хутор        | Получено слишком много сущностей из Викиданные. Количество загруженных сущностей: 500/500. |
| 42 | Сенной             | хутор        | Получено слишком много сущностей из Викиданные. Количество загруженных сущностей: 500/500. |
| 43 | Сидоры             | село         | Получено слишком много сущностей из Викиданные. Количество загруженных сущностей: 500/500. |
| 44 | Старореченский     | хутор        | Получено слишком много сущностей из Викиданные. Количество загруженных сущностей: 500/500. |
| 45 | Староселье         | село         | Получено слишком много сущностей из Викиданные. Количество загруженных сущностей: 500/500. |
| 46 | Стойловский        | хутор        | Получено слишком много сущностей из Викиданные. Количество загруженных сущностей: 500/500. |
| 47 | Страховский        | хутор        | Получено слишком много сущностей из Викиданные. Количество загруженных сущностей: 500/500. |
| 48 | Субботин           | хутор        | Получено слишком много сущностей из Викиданные. Количество загруженных сущностей: 500/500. |
| 49 | Сухов 1-й          | хутор        | Получено слишком много сущностей из Викиданные. Количество загруженных сущностей: 500/500. |
| 50 | Сухов 2-й          | хутор        | Получено слишком много сущностей из Викиданные. Количество загруженных сущностей: 500/500. |
| 51 | Тишанка            | хутор        | Получено слишком много сущностей из Викиданные. Количество загруженных сущностей: 500/500. |
| 52 | Троицкий           | хутор        | Получено слишком много сущностей из Викиданные. Количество загруженных сущностей: 500/500. |
| 53 | Фролов             | хутор        | Получено слишком много сущностей из Викиданные. Количество загруженных сущностей: 500/500. |
| 54 | Черемухов          | хутор        | Получено слишком много сущностей из Викиданные. Количество загруженных сущностей: 500/500. |

### Нехаевский район
наверх к оглавлению
| №  | Населённый пункт               | Тип     | Население                                                                                  |
| -- | ------------------------------ | ------- | ------------------------------------------------------------------------------------------ |
| 1  | Авраамовский                   | хутор   | Получено слишком много сущностей из Викиданные. Количество загруженных сущностей: 500/500. |
| 2  | Артановский                    | хутор   | Получено слишком много сущностей из Викиданные. Количество загруженных сущностей: 500/500. |
| 3  | Атамановский                   | хутор   | Получено слишком много сущностей из Викиданные. Количество загруженных сущностей: 500/500. |
| 4  | Березняговский                 | хутор   | Получено слишком много сущностей из Викиданные. Количество загруженных сущностей: 500/500. |
| 5  | Берёзовый                      | посёлок | Получено слишком много сущностей из Викиданные. Количество загруженных сущностей: 500/500. |
| 6  | Бурацкий                       | хутор   | Получено слишком много сущностей из Викиданные. Количество загруженных сущностей: 500/500. |
| 7  | Верхнереченский                | хутор   | Получено слишком много сущностей из Викиданные. Количество загруженных сущностей: 500/500. |
| 8  | Денисовский                    | хутор   | Получено слишком много сущностей из Викиданные. Количество загруженных сущностей: 500/500. |
| 9  | Динамо                         | посёлок | Получено слишком много сущностей из Викиданные. Количество загруженных сущностей: 500/500. |
| 10 | Дрягловский                    | хутор   | Получено слишком много сущностей из Викиданные. Количество загруженных сущностей: 500/500. |
| 11 | Дьяконовский                   | хутор   | Получено слишком много сущностей из Викиданные. Количество загруженных сущностей: 500/500. |
| 12 | Захопёрский                    | хутор   | Получено слишком много сущностей из Викиданные. Количество загруженных сущностей: 500/500. |
| 13 | Каменский                      | хутор   | Получено слишком много сущностей из Викиданные. Количество загруженных сущностей: 500/500. |
| 14 | Караичевский                   | хутор   | Получено слишком много сущностей из Викиданные. Количество загруженных сущностей: 500/500. |
| 15 | Ключанский                     | хутор   | Получено слишком много сущностей из Викиданные. Количество загруженных сущностей: 500/500. |
| 16 | Красновский                    | хутор   | Получено слишком много сущностей из Викиданные. Количество загруженных сущностей: 500/500. |
| 17 | Краснополье                    | село    | Получено слишком много сущностей из Викиданные. Количество загруженных сущностей: 500/500. |
| 18 | Кругловка                      | хутор   | Получено слишком много сущностей из Викиданные. Количество загруженных сущностей: 500/500. |
| 19 | Кузьминка                      | посёлок | Получено слишком много сущностей из Викиданные. Количество загруженных сущностей: 500/500. |
| 20 | Кулички                        | хутор   | Получено слишком много сущностей из Викиданные. Количество загруженных сущностей: 500/500. |
| 21 | Лобачевский                    | хутор   | Получено слишком много сущностей из Викиданные. Количество загруженных сущностей: 500/500. |
| 22 | Луковская                      | станица | Получено слишком много сущностей из Викиданные. Количество загруженных сущностей: 500/500. |
| 23 | Мазинский                      | хутор   | Получено слишком много сущностей из Викиданные. Количество загруженных сущностей: 500/500. |
| 24 | Марковский                     | хутор   | Получено слишком много сущностей из Викиданные. Количество загруженных сущностей: 500/500. |
| 25 | Махины                         | хутор   | Получено слишком много сущностей из Викиданные. Количество загруженных сущностей: 500/500. |
| 26 | Меловский                      | хутор   | Получено слишком много сущностей из Викиданные. Количество загруженных сущностей: 500/500. |
| 27 | Мирный                         | посёлок | Получено слишком много сущностей из Викиданные. Количество загруженных сущностей: 500/500. |
| 28 | Нехаевская                     | станица | Получено слишком много сущностей из Викиданные. Количество загруженных сущностей: 500/500. |
| 29 | Нижнедолговский                | хутор   | Получено слишком много сущностей из Викиданные. Количество загруженных сущностей: 500/500. |
| 30 | Нижнереченский                 | хутор   | Получено слишком много сущностей из Викиданные. Количество загруженных сущностей: 500/500. |
| 31 | Ольховский                     | хутор   | Получено слишком много сущностей из Викиданные. Количество загруженных сущностей: 500/500. |
| 32 | Остряковский                   | хутор   | Получено слишком много сущностей из Викиданные. Количество загруженных сущностей: 500/500. |
| 33 | Отделение № 3 совхоза «Динамо» | посёлок | Получено слишком много сущностей из Викиданные. Количество загруженных сущностей: 500/500. |
| 34 | Павловский                     | хутор   | Получено слишком много сущностей из Викиданные. Количество загруженных сущностей: 500/500. |
| 35 | Панькинский                    | хутор   | Получено слишком много сущностей из Викиданные. Количество загруженных сущностей: 500/500. |
| 36 | Первомайский                   | посёлок | Получено слишком много сущностей из Викиданные. Количество загруженных сущностей: 500/500. |
| 37 | Потайной                       | посёлок | Получено слишком много сущностей из Викиданные. Количество загруженных сущностей: 500/500. |
| 38 | Родниковский                   | хутор   | Получено слишком много сущностей из Викиданные. Количество загруженных сущностей: 500/500. |
| 39 | Роднички                       | посёлок | Получено слишком много сущностей из Викиданные. Количество загруженных сущностей: 500/500. |
| 40 | Соколовский                    | хутор   | Получено слишком много сущностей из Викиданные. Количество загруженных сущностей: 500/500. |
| 41 | Солонка                        | село    | Получено слишком много сущностей из Викиданные. Количество загруженных сущностей: 500/500. |
| 42 | Суховский 1-й                  | хутор   | Получено слишком много сущностей из Викиданные. Количество загруженных сущностей: 500/500. |
| 43 | Суховский 2-й                  | хутор   | Получено слишком много сущностей из Викиданные. Количество загруженных сущностей: 500/500. |
| 44 | Сычевский                      | хутор   | Получено слишком много сущностей из Викиданные. Количество загруженных сущностей: 500/500. |
| 45 | Тишанская                      | станица | Получено слишком много сущностей из Викиданные. Количество загруженных сущностей: 500/500. |
| 46 | Тушкановский                   | хутор   | Получено слишком много сущностей из Викиданные. Количество загруженных сущностей: 500/500. |
| 47 | Упорниковская                  | станица | Получено слишком много сущностей из Викиданные. Количество загруженных сущностей: 500/500. |
| 48 | Успенка                        | хутор   | Получено слишком много сущностей из Викиданные. Количество загруженных сущностей: 500/500. |
| 49 | Федосовский                    | хутор   | Получено слишком много сущностей из Викиданные. Количество загруженных сущностей: 500/500. |
| 50 | Хорошенский                    | хутор   | Получено слишком много сущностей из Викиданные. Количество загруженных сущностей: 500/500. |

### Николаевский район
наверх к оглавлению
| №  | Населённый пункт   | Тип     | Население                                                                                  |
| -- | ------------------ | ------- | ------------------------------------------------------------------------------------------ |
| 1  | Барановка          | хутор   | Получено слишком много сущностей из Викиданные. Количество загруженных сущностей: 500/500. |
| 2  | Бережновка         | село    | Получено слишком много сущностей из Викиданные. Количество загруженных сущностей: 500/500. |
| 3  | Бригады № 2        | посёлок | Получено слишком много сущностей из Викиданные. Количество загруженных сущностей: 500/500. |
| 4  | Бригады № 3        | посёлок | Получено слишком много сущностей из Викиданные. Количество загруженных сущностей: 500/500. |
| 5  | Добринка           | хутор   | Получено слишком много сущностей из Викиданные. Количество загруженных сущностей: 500/500. |
| 6  | Заволжский         | посёлок | Получено слишком много сущностей из Викиданные. Количество загруженных сущностей: 500/500. |
| 7  | Искра              | село    | Получено слишком много сущностей из Викиданные. Количество загруженных сущностей: 500/500. |
| 8  | Комсомолец         | село    | Получено слишком много сущностей из Викиданные. Количество загруженных сущностей: 500/500. |
| 9  | Красное Знамя      | хутор   | Получено слишком много сущностей из Викиданные. Количество загруженных сущностей: 500/500. |
| 10 | Красный Мелиоратор | хутор   | Получено слишком много сущностей из Викиданные. Количество загруженных сущностей: 500/500. |
| 11 | Кумысолечебница    | посёлок | Получено слишком много сущностей из Викиданные. Количество загруженных сущностей: 500/500. |
| 12 | Левчуновка         | село    | Получено слишком много сущностей из Викиданные. Количество загруженных сущностей: 500/500. |
| 13 | Ленинец            | посёлок | Получено слишком много сущностей из Викиданные. Количество загруженных сущностей: 500/500. |
| 14 | Ленинское          | село    | Получено слишком много сущностей из Викиданные. Количество загруженных сущностей: 500/500. |
| 15 | Либкнехта          | хутор   | Получено слишком много сущностей из Викиданные. Количество загруженных сущностей: 500/500. |
| 16 | Николаевск         | город   | Получено слишком много сущностей из Викиданные. Количество загруженных сущностей: 500/500. |
| 17 | Новый Быт          | хутор   | Получено слишком много сущностей из Викиданные. Количество загруженных сущностей: 500/500. |
| 18 | Орошаемый          | посёлок | Получено слишком много сущностей из Викиданные. Количество загруженных сущностей: 500/500. |
| 19 | Очкуровка          | село    | Получено слишком много сущностей из Викиданные. Количество загруженных сущностей: 500/500. |
| 20 | Пески              | посёлок | Получено слишком много сущностей из Викиданные. Количество загруженных сущностей: 500/500. |
| 21 | Пионер             | посёлок | Получено слишком много сущностей из Викиданные. Количество загруженных сущностей: 500/500. |
| 22 | Пирамидальный      | посёлок | Получено слишком много сущностей из Викиданные. Количество загруженных сущностей: 500/500. |
| 23 | Политотдельское    | село    | Получено слишком много сущностей из Викиданные. Количество загруженных сущностей: 500/500. |
| 24 | Путь Ильича        | село    | Получено слишком много сущностей из Викиданные. Количество загруженных сущностей: 500/500. |
| 25 | Раздольное         | село    | Получено слишком много сущностей из Викиданные. Количество загруженных сущностей: 500/500. |
| 26 | Рулевой            | посёлок | Получено слишком много сущностей из Викиданные. Количество загруженных сущностей: 500/500. |
| 27 | Рыбный             | посёлок | Получено слишком много сущностей из Викиданные. Количество загруженных сущностей: 500/500. |
| 28 | Солодушино         | село    | Получено слишком много сущностей из Викиданные. Количество загруженных сущностей: 500/500. |
| 29 | Степновский        | посёлок | Получено слишком много сущностей из Викиданные. Количество загруженных сущностей: 500/500. |
| 30 | Таловка            | посёлок | Получено слишком много сущностей из Викиданные. Количество загруженных сущностей: 500/500. |
| 31 | Торгунский         | посёлок | Получено слишком много сущностей из Викиданные. Количество загруженных сущностей: 500/500. |
| 32 | Целинный           | посёлок | Получено слишком много сущностей из Викиданные. Количество загруженных сущностей: 500/500. |
| 33 | Чкалов             | хутор   | Получено слишком много сущностей из Викиданные. Количество загруженных сущностей: 500/500. |

### Новоаннинский район
наверх к оглавлению
| №  | Населённый пункт                       | Тип     | Население                                                                                  |
| -- | -------------------------------------- | ------- | ------------------------------------------------------------------------------------------ |
| 1  | Алимов-Любимовский                     | хутор   | Получено слишком много сущностей из Викиданные. Количество загруженных сущностей: 500/500. |
| 2  | Альсяпинский                           | хутор   | Получено слишком много сущностей из Викиданные. Количество загруженных сущностей: 500/500. |
| 3  | Амочаевский                            | хутор   | Получено слишком много сущностей из Викиданные. Количество загруженных сущностей: 500/500. |
| 4  | Атамановский                           | хутор   | Получено слишком много сущностей из Викиданные. Количество загруженных сущностей: 500/500. |
| 5  | Берёзовка 1-я                          | хутор   | Получено слишком много сущностей из Викиданные. Количество загруженных сущностей: 500/500. |
| 6  | Берёзовка 2-я                          | хутор   | Получено слишком много сущностей из Викиданные. Количество загруженных сущностей: 500/500. |
| 7  | Большой Головский                      | хутор   | Получено слишком много сущностей из Викиданные. Количество загруженных сущностей: 500/500. |
| 8  | Большой Дубовский                      | хутор   | Получено слишком много сущностей из Викиданные. Количество загруженных сущностей: 500/500. |
| 9  | Борисовский                            | хутор   | Получено слишком много сущностей из Викиданные. Количество загруженных сущностей: 500/500. |
| 10 | Бочаровский                            | хутор   | Получено слишком много сущностей из Викиданные. Количество загруженных сущностей: 500/500. |
| 11 | Будённовский                           | хутор   | Получено слишком много сущностей из Викиданные. Количество загруженных сущностей: 500/500. |
| 12 | Бурнацкий                              | хутор   | Получено слишком много сущностей из Викиданные. Количество загруженных сущностей: 500/500. |
| 13 | Вербочный                              | хутор   | Получено слишком много сущностей из Викиданные. Количество загруженных сущностей: 500/500. |
| 14 | Веселый                                | хутор   | Получено слишком много сущностей из Викиданные. Количество загруженных сущностей: 500/500. |
| 15 | Вихляевский                            | хутор   | Получено слишком много сущностей из Викиданные. Количество загруженных сущностей: 500/500. |
| 16 | Восточный                              | посёлок | Получено слишком много сущностей из Викиданные. Количество загруженных сущностей: 500/500. |
| 17 | Галушкинский                           | хутор   | Получено слишком много сущностей из Викиданные. Количество загруженных сущностей: 500/500. |
| 18 | Гослесопитомник                        | посёлок | Получено слишком много сущностей из Викиданные. Количество загруженных сущностей: 500/500. |
| 19 | Гуляевский                             | хутор   | Получено слишком много сущностей из Викиданные. Количество загруженных сущностей: 500/500. |
| 20 | Деминский                              | хутор   | Получено слишком много сущностей из Викиданные. Количество загруженных сущностей: 500/500. |
| 21 | Дробязкин                              | хутор   | Получено слишком много сущностей из Викиданные. Количество загруженных сущностей: 500/500. |
| 22 | Дурновский                             | хутор   | Получено слишком много сущностей из Викиданные. Количество загруженных сущностей: 500/500. |
| 23 | Запрудный                              | посёлок | Получено слишком много сущностей из Викиданные. Количество загруженных сущностей: 500/500. |
| 24 | Звездка                                | хутор   | Получено слишком много сущностей из Викиданные. Количество загруженных сущностей: 500/500. |
| 25 | Ивановский                             | хутор   | Получено слишком много сущностей из Викиданные. Количество загруженных сущностей: 500/500. |
| 26 | Карповский                             | хутор   | Получено слишком много сущностей из Викиданные. Количество загруженных сущностей: 500/500. |
| 27 | Кирпичевский                           | хутор   | Получено слишком много сущностей из Викиданные. Количество загруженных сущностей: 500/500. |
| 28 | Клейменовский                          | хутор   | Получено слишком много сущностей из Викиданные. Количество загруженных сущностей: 500/500. |
| 29 | Козлиновский                           | хутор   | Получено слишком много сущностей из Викиданные. Количество загруженных сущностей: 500/500. |
| 30 | Косовский                              | хутор   | Получено слишком много сущностей из Викиданные. Количество загруженных сущностей: 500/500. |
| 31 | Красная Заря                           | хутор   | Получено слишком много сущностей из Викиданные. Количество загруженных сущностей: 500/500. |
| 32 | Красногорский                          | хутор   | Получено слишком много сущностей из Викиданные. Количество загруженных сущностей: 500/500. |
| 33 | Краснокоротковский                     | хутор   | Получено слишком много сущностей из Викиданные. Количество загруженных сущностей: 500/500. |
| 34 | Кузнецовский                           | хутор   | Получено слишком много сущностей из Викиданные. Количество загруженных сущностей: 500/500. |
| 35 | Малый Дубовский                        | хутор   | Получено слишком много сущностей из Викиданные. Количество загруженных сущностей: 500/500. |
| 36 | Мартыновский                           | хутор   | Получено слишком много сущностей из Викиданные. Количество загруженных сущностей: 500/500. |
| 37 | Махиновский                            | хутор   | Получено слишком много сущностей из Викиданные. Количество загруженных сущностей: 500/500. |
| 38 | Новоаннинский                          | город   | Получено слишком много сущностей из Викиданные. Количество загруженных сущностей: 500/500. |
| 39 | Новокиевка                             | хутор   | Получено слишком много сущностей из Викиданные. Количество загруженных сущностей: 500/500. |
| 40 | Новосельский                           | посёлок | Получено слишком много сущностей из Викиданные. Количество загруженных сущностей: 500/500. |
| 41 | отделения № 1 совхоза «АМО»            | посёлок | Получено слишком много сущностей из Викиданные. Количество загруженных сущностей: 500/500. |
| 42 | отделения № 2 совхоза «АМО»            | посёлок | Получено слишком много сущностей из Викиданные. Количество загруженных сущностей: 500/500. |
| 43 | Панфилово                              | посёлок | Получено слишком много сущностей из Викиданные. Количество загруженных сущностей: 500/500. |
| 44 | Перещепновский                         | хутор   | Получено слишком много сущностей из Викиданные. Количество загруженных сущностей: 500/500. |
| 45 | Полевой                                | посёлок | Получено слишком много сущностей из Викиданные. Количество загруженных сущностей: 500/500. |
| 46 | Полтавский                             | хутор   | Получено слишком много сущностей из Викиданные. Количество загруженных сущностей: 500/500. |
| 47 | Попов                                  | хутор   | Получено слишком много сущностей из Викиданные. Количество загруженных сущностей: 500/500. |
| 48 | Поповский                              | хутор   | Получено слишком много сущностей из Викиданные. Количество загруженных сущностей: 500/500. |
| 49 | Пышкинский                             | хутор   | Получено слишком много сущностей из Викиданные. Количество загруженных сущностей: 500/500. |
| 50 | Рогачев                                | хутор   | Получено слишком много сущностей из Викиданные. Количество загруженных сущностей: 500/500. |
| 51 | Рог-Измайловский                       | хутор   | Получено слишком много сущностей из Викиданные. Количество загруженных сущностей: 500/500. |
| 52 | Родниковский                           | хутор   | Получено слишком много сущностей из Викиданные. Количество загруженных сущностей: 500/500. |
| 53 | Рожновский                             | хутор   | Получено слишком много сущностей из Викиданные. Количество загруженных сущностей: 500/500. |
| 54 | Саломатин                              | хутор   | Получено слишком много сущностей из Викиданные. Количество загруженных сущностей: 500/500. |
| 55 | Сатаровский                            | хутор   | Получено слишком много сущностей из Викиданные. Количество загруженных сущностей: 500/500. |
| 56 | совхоза «АМО»                          | посёлок | Получено слишком много сущностей из Викиданные. Количество загруженных сущностей: 500/500. |
| 57 | Староаннинская                         | станица | Получено слишком много сущностей из Викиданные. Количество загруженных сущностей: 500/500. |
| 58 | Страховский                            | хутор   | Получено слишком много сущностей из Викиданные. Количество загруженных сущностей: 500/500. |
| 59 | Таволжанский                           | хутор   | Получено слишком много сущностей из Викиданные. Количество загруженных сущностей: 500/500. |
| 60 | Таловский                              | хутор   | Получено слишком много сущностей из Викиданные. Количество загруженных сущностей: 500/500. |
| 61 | Троецкий                               | хутор   | Получено слишком много сущностей из Викиданные. Количество загруженных сущностей: 500/500. |
| 62 | Тростянский                            | посёлок | Получено слишком много сущностей из Викиданные. Количество загруженных сущностей: 500/500. |
| 63 | Труд-Рассвет                           | хутор   | Получено слишком много сущностей из Викиданные. Количество загруженных сущностей: 500/500. |
| 64 | Удодовский                             | хутор   | Получено слишком много сущностей из Викиданные. Количество загруженных сущностей: 500/500. |
| 65 | учхоза Новоаннинского сельхозтехникума | посёлок | Получено слишком много сущностей из Викиданные. Количество загруженных сущностей: 500/500. |
| 66 | Филоновская                            | станица | Получено слишком много сущностей из Викиданные. Количество загруженных сущностей: 500/500. |
| 67 | Челышевский                            | хутор   | Получено слишком много сущностей из Викиданные. Количество загруженных сущностей: 500/500. |
| 68 | Черкесовский                           | хутор   | Получено слишком много сущностей из Викиданные. Количество загруженных сущностей: 500/500. |
| 69 | Ярыженский                             | хутор   | Получено слишком много сущностей из Викиданные. Количество загруженных сущностей: 500/500. |
| 70 | Ястребовский                           | хутор   | Получено слишком много сущностей из Викиданные. Количество загруженных сущностей: 500/500. |

### Новониколаевский район
наверх к оглавлению
| №  | Населённый пункт   | Тип             | Население                                                                                  |
| -- | ------------------ | --------------- | ------------------------------------------------------------------------------------------ |
| 1  | Аксёнов            | хутор           | Получено слишком много сущностей из Викиданные. Количество загруженных сущностей: 500/500. |
| 2  | Алексиковский      | хутор           | Получено слишком много сущностей из Викиданные. Количество загруженных сущностей: 500/500. |
| 3  | Андреевский        | хутор           | Получено слишком много сущностей из Викиданные. Количество загруженных сущностей: 500/500. |
| 4  | Андриановский      | хутор           | Получено слишком много сущностей из Викиданные. Количество загруженных сущностей: 500/500. |
| 5  | Баклановский       | хутор           | Получено слишком много сущностей из Викиданные. Количество загруженных сущностей: 500/500. |
| 6  | Белореченский      | посёлок         | Получено слишком много сущностей из Викиданные. Количество загруженных сущностей: 500/500. |
| 7  | Верхнезубриловский | хутор           | Получено слишком много сущностей из Викиданные. Количество загруженных сущностей: 500/500. |
| 8  | Верхнекардаильский | хутор           | Получено слишком много сущностей из Викиданные. Количество загруженных сущностей: 500/500. |
| 9  | Госплодопитомник   | посёлок         | Получено слишком много сущностей из Викиданные. Количество загруженных сущностей: 500/500. |
| 10 | Грачи              | хутор           | Получено слишком много сущностей из Викиданные. Количество загруженных сущностей: 500/500. |
| 11 | Грудне-Ермаки      | хутор           | Получено слишком много сущностей из Викиданные. Количество загруженных сущностей: 500/500. |
| 12 | Двойновский        | хутор           | Получено слишком много сущностей из Викиданные. Количество загруженных сущностей: 500/500. |
| 13 | Дуплятский         | хутор           | Получено слишком много сущностей из Викиданные. Количество загруженных сущностей: 500/500. |
| 14 | Каменка            | хутор           | Получено слишком много сущностей из Викиданные. Количество загруженных сущностей: 500/500. |
| 15 | Киквидзе           | хутор           | Получено слишком много сущностей из Викиданные. Количество загруженных сущностей: 500/500. |
| 16 | Кирхинский         | хутор           | Получено слишком много сущностей из Викиданные. Количество загруженных сущностей: 500/500. |
| 17 | Клеевский          | хутор           | Получено слишком много сущностей из Викиданные. Количество загруженных сущностей: 500/500. |
| 18 | Комсомольский      | посёлок         | Получено слишком много сущностей из Викиданные. Количество загруженных сущностей: 500/500. |
| 19 | Королевский        | хутор           | Получено слишком много сущностей из Викиданные. Количество загруженных сущностей: 500/500. |
| 20 | Красноармейский    | посёлок         | Получено слишком много сущностей из Викиданные. Количество загруженных сущностей: 500/500. |
| 21 | Краснолученский    | посёлок         | Получено слишком много сущностей из Викиданные. Количество загруженных сущностей: 500/500. |
| 22 | Красностановский   | хутор           | Получено слишком много сущностей из Викиданные. Количество загруженных сущностей: 500/500. |
| 23 | Крыловский         | хутор           | Получено слишком много сущностей из Викиданные. Количество загруженных сущностей: 500/500. |
| 24 | Кузнецовский       | хутор           | Получено слишком много сущностей из Викиданные. Количество загруженных сущностей: 500/500. |
| 25 | Куликовский        | хутор           | Получено слишком много сущностей из Викиданные. Количество загруженных сущностей: 500/500. |
| 26 | Купава             | село            | Получено слишком много сущностей из Викиданные. Количество загруженных сущностей: 500/500. |
| 27 | Лазоревский        | хутор           | Получено слишком много сущностей из Викиданные. Количество загруженных сущностей: 500/500. |
| 28 | Лащеновский        | хутор           | Получено слишком много сущностей из Викиданные. Количество загруженных сущностей: 500/500. |
| 29 | Мирный             | посёлок         | Получено слишком много сущностей из Викиданные. Количество загруженных сущностей: 500/500. |
| 30 | Мироновский        | хутор           | Получено слишком много сущностей из Викиданные. Количество загруженных сущностей: 500/500. |
| 31 | Морозовский        | хутор           | Получено слишком много сущностей из Викиданные. Количество загруженных сущностей: 500/500. |
| 32 | Нижнезубриловский  | хутор           | Получено слишком много сущностей из Викиданные. Количество загруженных сущностей: 500/500. |
| 33 | Нижнекардаильский  | хутор           | Получено слишком много сущностей из Викиданные. Количество загруженных сущностей: 500/500. |
| 34 | Николаевский       | хутор           | Получено слишком много сущностей из Викиданные. Количество загруженных сущностей: 500/500. |
| 35 | Новоберезовский    | посёлок         | Получено слишком много сущностей из Викиданные. Количество загруженных сущностей: 500/500. |
| 36 | Новокардаильский   | хутор           | Получено слишком много сущностей из Викиданные. Количество загруженных сущностей: 500/500. |
| 37 | Новониколаевский   | рабочий посёлок | Получено слишком много сущностей из Викиданные. Количество загруженных сущностей: 500/500. |
| 38 | Орловский          | хутор           | Получено слишком много сущностей из Викиданные. Количество загруженных сущностей: 500/500. |
| 39 | Приовражный        | посёлок         | Получено слишком много сущностей из Викиданные. Количество загруженных сущностей: 500/500. |
| 40 | Пруцковский        | хутор           | Получено слишком много сущностей из Викиданные. Количество загруженных сущностей: 500/500. |
| 41 | Ружейниковский     | хутор           | Получено слишком много сущностей из Викиданные. Количество загруженных сущностей: 500/500. |
| 42 | Сапожок            | хутор           | Получено слишком много сущностей из Викиданные. Количество загруженных сущностей: 500/500. |
| 43 | Серп и Молот       | посёлок         | Получено слишком много сущностей из Викиданные. Количество загруженных сущностей: 500/500. |
| 44 | Скворцовский       | хутор           | Получено слишком много сущностей из Викиданные. Количество загруженных сущностей: 500/500. |
| 45 | Среднепокровский   | хутор           | Получено слишком много сущностей из Викиданные. Количество загруженных сущностей: 500/500. |
| 46 | Степной            | хутор           | Получено слишком много сущностей из Викиданные. Количество загруженных сущностей: 500/500. |
| 47 | Фоминский          | хутор           | Получено слишком много сущностей из Викиданные. Количество загруженных сущностей: 500/500. |
| 48 | Хопёрский          | посёлок         | Получено слишком много сущностей из Викиданные. Количество загруженных сущностей: 500/500. |
| 49 | Чигари             | хутор           | Получено слишком много сущностей из Викиданные. Количество загруженных сущностей: 500/500. |
| 50 | Чулинский          | хутор           | Получено слишком много сущностей из Викиданные. Количество загруженных сущностей: 500/500. |

### Октябрьский район
наверх к оглавлению
| №  | Населённый пункт    | Тип             | Население                                                                                  |
| -- | ------------------- | --------------- | ------------------------------------------------------------------------------------------ |
| 1  | Абганерово          | село            | Получено слишком много сущностей из Викиданные. Количество загруженных сущностей: 500/500. |
| 2  | Аксай               | село            | Получено слишком много сущностей из Викиданные. Количество загруженных сущностей: 500/500. |
| 3  | Антонов             | хутор           | Получено слишком много сущностей из Викиданные. Количество загруженных сущностей: 500/500. |
| 4  | Васильевка          | село            | Получено слишком много сущностей из Викиданные. Количество загруженных сущностей: 500/500. |
| 5  | Верхнекумский       | хутор           | Получено слишком много сущностей из Викиданные. Количество загруженных сущностей: 500/500. |
| 6  | Верхнерубежный      | хутор           | Получено слишком много сущностей из Викиданные. Количество загруженных сущностей: 500/500. |
| 7  | Водино              | село            | Получено слишком много сущностей из Викиданные. Количество загруженных сущностей: 500/500. |
| 8  | Водянский           | хутор           | Получено слишком много сущностей из Викиданные. Количество загруженных сущностей: 500/500. |
| 9  | Гончаровка          | село            | Получено слишком много сущностей из Викиданные. Количество загруженных сущностей: 500/500. |
| 10 | Громославка         | село            | Получено слишком много сущностей из Викиданные. Количество загруженных сущностей: 500/500. |
| 11 | Жутово 1-е          | село            | Получено слишком много сущностей из Викиданные. Количество загруженных сущностей: 500/500. |
| 12 | Жутово 2-е          | село            | Получено слишком много сущностей из Викиданные. Количество загруженных сущностей: 500/500. |
| 13 | Заливский           | хутор           | Получено слишком много сущностей из Викиданные. Количество загруженных сущностей: 500/500. |
| 14 | Ивановка            | село            | Получено слишком много сущностей из Викиданные. Количество загруженных сущностей: 500/500. |
| 15 | Ильмень-Суворовский | хутор           | Получено слишком много сущностей из Викиданные. Количество загруженных сущностей: 500/500. |
| 16 | Каменка             | село            | Получено слишком много сущностей из Викиданные. Количество загруженных сущностей: 500/500. |
| 17 | Капкинка            | село            | Получено слишком много сущностей из Викиданные. Количество загруженных сущностей: 500/500. |
| 18 | Ковалёвка           | село            | Получено слишком много сущностей из Викиданные. Количество загруженных сущностей: 500/500. |
| 19 | Молокановский       | хутор           | Получено слишком много сущностей из Викиданные. Количество загруженных сущностей: 500/500. |
| 20 | Нижнекумский        | хутор           | Получено слишком много сущностей из Викиданные. Количество загруженных сущностей: 500/500. |
| 21 | Новоаксайский       | хутор           | Получено слишком много сущностей из Викиданные. Количество загруженных сущностей: 500/500. |
| 22 | Новоромашкин        | хутор           | Получено слишком много сущностей из Викиданные. Количество загруженных сущностей: 500/500. |
| 23 | Октябрьский         | рабочий посёлок | Получено слишком много сущностей из Викиданные. Количество загруженных сущностей: 500/500. |
| 24 | Перегрузное         | село            | Получено слишком много сущностей из Викиданные. Количество загруженных сущностей: 500/500. |
| 25 | Самохино            | село            | Получено слишком много сущностей из Викиданные. Количество загруженных сущностей: 500/500. |
| 26 | Советский           | посёлок         | Получено слишком много сущностей из Викиданные. Количество загруженных сущностей: 500/500. |
| 27 | Тихий               | посёлок         | Получено слишком много сущностей из Викиданные. Количество загруженных сущностей: 500/500. |
| 28 | Черноморовский      | хутор           | Получено слишком много сущностей из Викиданные. Количество загруженных сущностей: 500/500. |
| 29 | Чиков               | хутор           | Получено слишком много сущностей из Викиданные. Количество загруженных сущностей: 500/500. |
| 30 | Шебалино            | хутор           | Получено слишком много сущностей из Викиданные. Количество загруженных сущностей: 500/500. |
| 31 | Шелестово           | село            | Получено слишком много сущностей из Викиданные. Количество загруженных сущностей: 500/500. |

### Ольховский район
наверх к оглавлению
| №  | Населённый пункт  | Тип          | Население                                                                                  |
| -- | ----------------- | ------------ | ------------------------------------------------------------------------------------------ |
| 1  | Госконюшня        | посёлок      | Получено слишком много сущностей из Викиданные. Количество загруженных сущностей: 500/500. |
| 2  | Гурово            | хутор        | Получено слишком много сущностей из Викиданные. Количество загруженных сущностей: 500/500. |
| 3  | Гусёвка           | село         | Получено слишком много сущностей из Викиданные. Количество загруженных сущностей: 500/500. |
| 4  | Дмитриевка        | село         | Получено слишком много сущностей из Викиданные. Количество загруженных сущностей: 500/500. |
| 5  | Забурунный        | ж.д. разъезд | #Н/Д                                                                                       |
| 6  | Забурунный        | хутор        | Получено слишком много сущностей из Викиданные. Количество загруженных сущностей: 500/500. |
| 7  | Захаровка         | село         | Получено слишком много сущностей из Викиданные. Количество загруженных сущностей: 500/500. |
| 8  | Захаровка         | ж.д. станция | #Н/Д                                                                                       |
| 9  | Зензеватка        | село         | Получено слишком много сущностей из Викиданные. Количество загруженных сущностей: 500/500. |
| 10 | Каменный Брод     | село         | Получено слишком много сущностей из Викиданные. Количество загруженных сущностей: 500/500. |
| 11 | Киреево           | село         | Получено слишком много сущностей из Викиданные. Количество загруженных сущностей: 500/500. |
| 12 | Клиновка          | село         | Получено слишком много сущностей из Викиданные. Количество загруженных сущностей: 500/500. |
| 13 | Красноиловлинский | ж.д. разъезд | Получено слишком много сущностей из Викиданные. Количество загруженных сущностей: 500/500. |
| 14 | Липовка           | село         | Получено слишком много сущностей из Викиданные. Количество загруженных сущностей: 500/500. |
| 15 | Михайловка        | село         | Получено слишком много сущностей из Викиданные. Количество загруженных сущностей: 500/500. |
| 16 | Нежинский         | посёлок      | Получено слишком много сущностей из Викиданные. Количество загруженных сущностей: 500/500. |
| 17 | Новоольховка      | хутор        | Получено слишком много сущностей из Викиданные. Количество загруженных сущностей: 500/500. |
| 18 | Новороссийское    | село         | Получено слишком много сущностей из Викиданные. Количество загруженных сущностей: 500/500. |
| 19 | Октябрьский       | посёлок      | Получено слишком много сущностей из Викиданные. Количество загруженных сущностей: 500/500. |
| 20 | Ольховка          | село         | Получено слишком много сущностей из Викиданные. Количество загруженных сущностей: 500/500. |
| 21 | Песковатский      | хутор        | Получено слишком много сущностей из Викиданные. Количество загруженных сущностей: 500/500. |
| 22 | Погожья Балка     | хутор        | Получено слишком много сущностей из Викиданные. Количество загруженных сущностей: 500/500. |
| 23 | Разуваев          | хутор        | Получено слишком много сущностей из Викиданные. Количество загруженных сущностей: 500/500. |
| 24 | Романовка         | село         | Получено слишком много сущностей из Викиданные. Количество загруженных сущностей: 500/500. |
| 25 | Рыбинка           | село         | Получено слишком много сущностей из Викиданные. Количество загруженных сущностей: 500/500. |
| 26 | Солодча           | село         | Получено слишком много сущностей из Викиданные. Количество загруженных сущностей: 500/500. |
| 27 | Стефанидовка      | село         | Получено слишком много сущностей из Викиданные. Количество загруженных сущностей: 500/500. |
| 28 | Студеновка        | хутор        | Получено слишком много сущностей из Викиданные. Количество загруженных сущностей: 500/500. |
| 29 | Тишанка           | село         | Получено слишком много сущностей из Викиданные. Количество загруженных сущностей: 500/500. |
| 30 | Щепкин            | хутор        | Получено слишком много сущностей из Викиданные. Количество загруженных сущностей: 500/500. |
| 31 | Ягодное           | село         | Получено слишком много сущностей из Викиданные. Количество загруженных сущностей: 500/500. |

### Палласовский район
наверх к оглавлению
| №  | Населённый пункт | Тип          | Население                                                                                  |
| -- | ---------------- | ------------ | ------------------------------------------------------------------------------------------ |
| 1  | Большой Симкин   | хутор        | Получено слишком много сущностей из Викиданные. Количество загруженных сущностей: 500/500. |
| 2  | Венгеловка       | посёлок      | Получено слишком много сущностей из Викиданные. Количество загруженных сущностей: 500/500. |
| 3  | Вишневка         | посёлок      | Получено слишком много сущностей из Викиданные. Количество загруженных сущностей: 500/500. |
| 4  | Гончары          | хутор        | Получено слишком много сущностей из Викиданные. Количество загруженных сущностей: 500/500. |
| 5  | Гормаки          | хутор        | Получено слишком много сущностей из Викиданные. Количество загруженных сущностей: 500/500. |
| 6  | Ершов            | хутор        | Получено слишком много сущностей из Викиданные. Количество загруженных сущностей: 500/500. |
| 7  | Есин             | хутор        | Получено слишком много сущностей из Викиданные. Количество загруженных сущностей: 500/500. |
| 8  | Жолобов          | хутор        | Получено слишком много сущностей из Викиданные. Количество загруженных сущностей: 500/500. |
| 9  | Заволжский       | посёлок      | Получено слишком много сущностей из Викиданные. Количество загруженных сущностей: 500/500. |
| 10 | Заливной         | посёлок      | Получено слишком много сущностей из Викиданные. Количество загруженных сущностей: 500/500. |
| 11 | Зелёный          | посёлок      | Получено слишком много сущностей из Викиданные. Количество загруженных сущностей: 500/500. |
| 12 | Золотари         | посёлок      | Получено слишком много сущностей из Викиданные. Количество загруженных сущностей: 500/500. |
| 13 | Кайсацкое        | село         | Получено слишком много сущностей из Викиданные. Количество загруженных сущностей: 500/500. |
| 14 | Калашники        | село         | Получено слишком много сущностей из Викиданные. Количество загруженных сущностей: 500/500. |
| 15 | Калинина         | посёлок      | Получено слишком много сущностей из Викиданные. Количество загруженных сущностей: 500/500. |
| 16 | Камышовка        | хутор        | Получено слишком много сущностей из Викиданные. Количество загруженных сущностей: 500/500. |
| 17 | Карабидаевка     | хутор        | Получено слишком много сущностей из Викиданные. Количество загруженных сущностей: 500/500. |
| 18 | Карпов           | хутор        | Получено слишком много сущностей из Викиданные. Количество загруженных сущностей: 500/500. |
| 19 | Кобзев           | хутор        | Получено слишком много сущностей из Викиданные. Количество загруженных сущностей: 500/500. |
| 20 | Комсомольский    | посёлок      | Получено слишком много сущностей из Викиданные. Количество загруженных сущностей: 500/500. |
| 21 | Королевка        | хутор        | Получено слишком много сущностей из Викиданные. Количество загруженных сущностей: 500/500. |
| 22 | Красная Деревня  | хутор        | Получено слишком много сущностей из Викиданные. Количество загруженных сущностей: 500/500. |
| 23 | Красный Октябрь  | посёлок      | Получено слишком много сущностей из Викиданные. Количество загруженных сущностей: 500/500. |
| 24 | Куликов          | посёлок      | Получено слишком много сущностей из Викиданные. Количество загруженных сущностей: 500/500. |
| 25 | Кумысолечебница  | посёлок      | Получено слишком много сущностей из Викиданные. Количество загруженных сущностей: 500/500. |
| 26 | Лиманный         | посёлок      | Получено слишком много сущностей из Викиданные. Количество загруженных сущностей: 500/500. |
| 27 | Лисуново         | посёлок      | Получено слишком много сущностей из Викиданные. Количество загруженных сущностей: 500/500. |
| 28 | Максимовка       | хутор        | Получено слишком много сущностей из Викиданные. Количество загруженных сущностей: 500/500. |
| 29 | Новая Иванцовка  | село         | Получено слишком много сущностей из Викиданные. Количество загруженных сущностей: 500/500. |
| 30 | Новостройка      | посёлок      | Получено слишком много сущностей из Викиданные. Количество загруженных сущностей: 500/500. |
| 31 | Новый            | хутор        | Получено слишком много сущностей из Викиданные. Количество загруженных сущностей: 500/500. |
| 32 | Отгонный         | хутор        | Получено слишком много сущностей из Викиданные. Количество загруженных сущностей: 500/500. |
| 33 | Палласовка       | город        | Получено слишком много сущностей из Викиданные. Количество загруженных сущностей: 500/500. |
| 34 | Пригарино        | посёлок      | Получено слишком много сущностей из Викиданные. Количество загруженных сущностей: 500/500. |
| 35 | Приозерный       | посёлок      | Получено слишком много сущностей из Викиданные. Количество загруженных сущностей: 500/500. |
| 36 | Прудентов        | хутор        | Получено слишком много сущностей из Викиданные. Количество загруженных сущностей: 500/500. |
| 37 | Путь Ильича      | посёлок      | Получено слишком много сущностей из Викиданные. Количество загруженных сущностей: 500/500. |
| 38 | Романенко        | хутор        | Получено слишком много сущностей из Викиданные. Количество загруженных сущностей: 500/500. |
| 39 | Ромашки          | посёлок      | Получено слишком много сущностей из Викиданные. Количество загруженных сущностей: 500/500. |
| 40 | Савинка          | село         | Получено слишком много сущностей из Викиданные. Количество загруженных сущностей: 500/500. |
| 41 | Садчиков         | хутор        | Получено слишком много сущностей из Викиданные. Количество загруженных сущностей: 500/500. |
| 42 | Сапунков         | хутор        | Получено слишком много сущностей из Викиданные. Количество загруженных сущностей: 500/500. |
| 43 | Сахаровка        | хутор        | Получено слишком много сущностей из Викиданные. Количество загруженных сущностей: 500/500. |
| 44 | Селянка          | посёлок      | Получено слишком много сущностей из Викиданные. Количество загруженных сущностей: 500/500. |
| 45 | Серогодский      | посёлок      | Получено слишком много сущностей из Викиданные. Количество загруженных сущностей: 500/500. |
| 46 | Смычка           | хутор        | Получено слишком много сущностей из Викиданные. Количество загруженных сущностей: 500/500. |
| 47 | Старая Балка     | хутор        | Получено слишком много сущностей из Викиданные. Количество загруженных сущностей: 500/500. |
| 48 | Старая Иванцовка | село         | Получено слишком много сущностей из Викиданные. Количество загруженных сущностей: 500/500. |
| 49 | Худушный         | хутор        | Получено слишком много сущностей из Викиданные. Количество загруженных сущностей: 500/500. |
| 50 | Чернышев         | хутор        | Получено слишком много сущностей из Викиданные. Количество загруженных сущностей: 500/500. |
| 51 | Эльтон           | посёлок      | Получено слишком много сущностей из Викиданные. Количество загруженных сущностей: 500/500. |
| 52 | 299              | ж.д. разъезд | Получено слишком много сущностей из Викиданные. Количество загруженных сущностей: 500/500. |
| 53 | 324              | ж.д. разъезд | Получено слишком много сущностей из Викиданные. Количество загруженных сущностей: 500/500. |
| 54 | 332              | ж.д. разъезд | Получено слишком много сущностей из Викиданные. Количество загруженных сущностей: 500/500. |

### Руднянский район
наверх к оглавлению
| №  | Населённый пункт      | Тип             | Население                                                                                  |
| -- | --------------------- | --------------- | ------------------------------------------------------------------------------------------ |
| 1  | Баранниково           | село            | Получено слишком много сущностей из Викиданные. Количество загруженных сущностей: 500/500. |
| 2  | Берёзовка             | село            | Получено слишком много сущностей из Викиданные. Количество загруженных сущностей: 500/500. |
| 3  | Большое Судачье       | село            | Получено слишком много сущностей из Викиданные. Количество загруженных сущностей: 500/500. |
| 4  | Бородаевка            | село            | Получено слишком много сущностей из Викиданные. Количество загруженных сущностей: 500/500. |
| 5  | Громки                | село            | Получено слишком много сущностей из Викиданные. Количество загруженных сущностей: 500/500. |
| 6  | Егоровка-на-Медведице | село            | Получено слишком много сущностей из Викиданные. Количество загруженных сущностей: 500/500. |
| 7  | Ильмень               | село            | Получено слишком много сущностей из Викиданные. Количество загруженных сущностей: 500/500. |
| 8  | Козловка              | село            | Получено слишком много сущностей из Викиданные. Количество загруженных сущностей: 500/500. |
| 9  | Крутое                | село            | Получено слишком много сущностей из Викиданные. Количество загруженных сущностей: 500/500. |
| 10 | Лемешкино             | село            | Получено слишком много сущностей из Викиданные. Количество загруженных сущностей: 500/500. |
| 11 | Лопуховка             | село            | Получено слишком много сущностей из Викиданные. Количество загруженных сущностей: 500/500. |
| 12 | Малое Матышево        | село            | Получено слишком много сущностей из Викиданные. Количество загруженных сущностей: 500/500. |
| 13 | Матышево              | село            | Получено слишком много сущностей из Викиданные. Количество загруженных сущностей: 500/500. |
| 14 | Матышево              | ж.д. станция    | Получено слишком много сущностей из Викиданные. Количество загруженных сущностей: 500/500. |
| 15 | Митякино              | село            | Получено слишком много сущностей из Викиданные. Количество загруженных сущностей: 500/500. |
| 16 | Новокрасино           | село            | Получено слишком много сущностей из Викиданные. Количество загруженных сущностей: 500/500. |
| 17 | Новый Кондаль         | село            | Получено слишком много сущностей из Викиданные. Количество загруженных сущностей: 500/500. |
| 18 | Осички                | село            | Получено слишком много сущностей из Викиданные. Количество загруженных сущностей: 500/500. |
| 19 | Подкуйково            | село            | Получено слишком много сущностей из Викиданные. Количество загруженных сущностей: 500/500. |
| 20 | Разливка              | село            | Получено слишком много сущностей из Викиданные. Количество загруженных сущностей: 500/500. |
| 21 | Рудня                 | рабочий посёлок | Получено слишком много сущностей из Викиданные. Количество загруженных сущностей: 500/500. |
| 22 | Русская Бундевка      | село            | Получено слишком много сущностей из Викиданные. Количество загруженных сущностей: 500/500. |
| 23 | Садовый               | посёлок         | Получено слишком много сущностей из Викиданные. Количество загруженных сущностей: 500/500. |
| 24 | Сосновка              | село            | Получено слишком много сущностей из Викиданные. Количество загруженных сущностей: 500/500. |
| 25 | Старый Кондаль        | село            | Получено слишком много сущностей из Викиданные. Количество загруженных сущностей: 500/500. |
| 26 | Терсинка              | село            | Получено слишком много сущностей из Викиданные. Количество загруженных сущностей: 500/500. |
| 27 | Ушинка                | село            | Получено слишком много сущностей из Викиданные. Количество загруженных сущностей: 500/500. |
| 28 | Ягодный               | хутор           | Получено слишком много сущностей из Викиданные. Количество загруженных сущностей: 500/500. |

### Светлоярский район
наверх к оглавлению
| №  | Населённый пункт   | Тип             | Население                                                                                  |
| -- | ------------------ | --------------- | ------------------------------------------------------------------------------------------ |
| 1  | Абганерово         | ж.д. станция    | Получено слишком много сущностей из Викиданные. Количество загруженных сущностей: 500/500. |
| 2  | Барбаши            | хутор           | Получено слишком много сущностей из Викиданные. Количество загруженных сущностей: 500/500. |
| 3  | Большие Чапурники  | село            | Получено слишком много сущностей из Викиданные. Количество загруженных сущностей: 500/500. |
| 4  | Громки             | хутор           | Получено слишком много сущностей из Викиданные. Количество загруженных сущностей: 500/500. |
| 5  | Дубовое            | посёлок         | Получено слишком много сущностей из Викиданные. Количество загруженных сущностей: 500/500. |
| 6  | Дубовый Овраг      | село            | Получено слишком много сущностей из Викиданные. Количество загруженных сущностей: 500/500. |
| 7  | Ивановка           | село            | Получено слишком много сущностей из Викиданные. Количество загруженных сущностей: 500/500. |
| 8  | Инга               | ж.д. разъезд    | Получено слишком много сущностей из Викиданные. Количество загруженных сущностей: 500/500. |
| 9  | Канальная          | ж.д. станция    | Получено слишком много сущностей из Викиданные. Количество загруженных сущностей: 500/500. |
| 10 | Кирова             | посёлок         | Получено слишком много сущностей из Викиданные. Количество загруженных сущностей: 500/500. |
| 11 | Краснопартизанский | посёлок         | Получено слишком много сущностей из Викиданные. Количество загруженных сущностей: 500/500. |
| 12 | Краснофлотский     | посёлок         | Получено слишком много сущностей из Викиданные. Количество загруженных сущностей: 500/500. |
| 13 | Луговой            | посёлок         | Получено слишком много сущностей из Викиданные. Количество загруженных сущностей: 500/500. |
| 14 | Малые Чапурники    | село            | Получено слишком много сущностей из Викиданные. Количество загруженных сущностей: 500/500. |
| 15 | Нариман            | посёлок         | Получено слишком много сущностей из Викиданные. Количество загруженных сущностей: 500/500. |
| 16 | Новосад            | посёлок         | Получено слишком много сущностей из Викиданные. Количество загруженных сущностей: 500/500. |
| 17 | Приволжский        | посёлок         | Получено слишком много сущностей из Викиданные. Количество загруженных сущностей: 500/500. |
| 18 | Привольный         | посёлок         | Получено слишком много сущностей из Викиданные. Количество загруженных сущностей: 500/500. |
| 19 | Прудовый           | посёлок         | Получено слишком много сущностей из Викиданные. Количество загруженных сущностей: 500/500. |
| 20 | Райгород           | село            | Получено слишком много сущностей из Викиданные. Количество загруженных сущностей: 500/500. |
| 21 | Садовый            | посёлок         | Получено слишком много сущностей из Викиданные. Количество загруженных сущностей: 500/500. |
| 22 | Светлый Яр         | рабочий посёлок | Получено слишком много сущностей из Викиданные. Количество загруженных сущностей: 500/500. |
| 23 | Северный           | посёлок         | Получено слишком много сущностей из Викиданные. Количество загруженных сущностей: 500/500. |
| 24 | Солянка            | село            | Получено слишком много сущностей из Викиданные. Количество загруженных сущностей: 500/500. |
| 25 | Тингута            | ж.д. станция    | Получено слишком много сущностей из Викиданные. Количество загруженных сущностей: 500/500. |
| 26 | Трудолюбие         | село            | Получено слишком много сущностей из Викиданные. Количество загруженных сущностей: 500/500. |
| 27 | Цаца               | село            | Получено слишком много сущностей из Викиданные. Количество загруженных сущностей: 500/500. |
| 28 | Чапурники          | ж.д. станция    | Получено слишком много сущностей из Викиданные. Количество загруженных сущностей: 500/500. |
| 29 | Червлёное          | село            | Получено слишком много сущностей из Викиданные. Количество загруженных сущностей: 500/500. |

### Серафимовичский район
наверх к оглавлению
| №  | Населённый пункт                         | Тип     | Население                                                                                  |
| -- | ---------------------------------------- | ------- | ------------------------------------------------------------------------------------------ |
| 1  | Базки                                    | хутор   | Получено слишком много сущностей из Викиданные. Количество загруженных сущностей: 500/500. |
| 2  | Березки                                  | хутор   | Получено слишком много сущностей из Викиданные. Количество загруженных сущностей: 500/500. |
| 3  | Блиновский                               | хутор   | Получено слишком много сущностей из Викиданные. Количество загруженных сущностей: 500/500. |
| 4  | Бобровский 1-й                           | хутор   | Получено слишком много сущностей из Викиданные. Количество загруженных сущностей: 500/500. |
| 5  | Бобровский 2-й                           | хутор   | Получено слишком много сущностей из Викиданные. Количество загруженных сущностей: 500/500. |
| 6  | Большой                                  | хутор   | Получено слишком много сущностей из Викиданные. Количество загруженных сущностей: 500/500. |
| 7  | Буерак-Поповский                         | хутор   | Получено слишком много сущностей из Викиданные. Количество загруженных сущностей: 500/500. |
| 8  | Буерак-Сенюткин                          | хутор   | Получено слишком много сущностей из Викиданные. Количество загруженных сущностей: 500/500. |
| 9  | Варламов                                 | хутор   | Получено слишком много сущностей из Викиданные. Количество загруженных сущностей: 500/500. |
| 10 | Глубоковский                             | хутор   | Получено слишком много сущностей из Викиданные. Количество загруженных сущностей: 500/500. |
| 11 | Горбатовский                             | хутор   | Получено слишком много сущностей из Викиданные. Количество загруженных сущностей: 500/500. |
| 12 | Грушин                                   | хутор   | Получено слишком много сущностей из Викиданные. Количество загруженных сущностей: 500/500. |
| 13 | Грязиновский                             | хутор   | Получено слишком много сущностей из Викиданные. Количество загруженных сущностей: 500/500. |
| 14 | Грязнушкин                               | хутор   | Получено слишком много сущностей из Викиданные. Количество загруженных сущностей: 500/500. |
| 15 | Гусынка                                  | хутор   | Получено слишком много сущностей из Викиданные. Количество загруженных сущностей: 500/500. |
| 16 | Дружилинский                             | хутор   | Получено слишком много сущностей из Викиданные. Количество загруженных сущностей: 500/500. |
| 17 | Ендовский                                | хутор   | Получено слишком много сущностей из Викиданные. Количество загруженных сущностей: 500/500. |
| 18 | Затонский                                | хутор   | Получено слишком много сущностей из Викиданные. Количество загруженных сущностей: 500/500. |
| 19 | Зимняцкий                                | хутор   | Получено слишком много сущностей из Викиданные. Количество загруженных сущностей: 500/500. |
| 20 | Зимовной                                 | хутор   | Получено слишком много сущностей из Викиданные. Количество загруженных сущностей: 500/500. |
| 21 | Игнатов                                  | хутор   | Получено слишком много сущностей из Викиданные. Количество загруженных сущностей: 500/500. |
| 22 | Избушенский                              | хутор   | Получено слишком много сущностей из Викиданные. Количество загруженных сущностей: 500/500. |
| 23 | Карагичев                                | хутор   | Получено слишком много сущностей из Викиданные. Количество загруженных сущностей: 500/500. |
| 24 | Кепинский                                | хутор   | Получено слишком много сущностей из Викиданные. Количество загруженных сущностей: 500/500. |
| 25 | Киреевский                               | хутор   | Получено слишком много сущностей из Викиданные. Количество загруженных сущностей: 500/500. |
| 26 | Клетско-Почтовский                       | хутор   | Получено слишком много сущностей из Викиданные. Количество загруженных сущностей: 500/500. |
| 27 | Козиновский                              | хутор   | Получено слишком много сущностей из Викиданные. Количество загруженных сущностей: 500/500. |
| 28 | Коротовский                              | хутор   | Получено слишком много сущностей из Викиданные. Количество загруженных сущностей: 500/500. |
| 29 | Котовский                                | хутор   | Получено слишком много сущностей из Викиданные. Количество загруженных сущностей: 500/500. |
| 30 | Красноярский                             | хутор   | Получено слишком много сущностей из Викиданные. Количество загруженных сущностей: 500/500. |
| 31 | Крутовский                               | хутор   | Получено слишком много сущностей из Викиданные. Количество загруженных сущностей: 500/500. |
| 32 | Кундрючкин                               | хутор   | Получено слишком много сущностей из Викиданные. Количество загруженных сущностей: 500/500. |
| 33 | Ластушинский                             | хутор   | Получено слишком много сущностей из Викиданные. Количество загруженных сущностей: 500/500. |
| 34 | Лебяжий                                  | хутор   | Получено слишком много сущностей из Викиданные. Количество загруженных сущностей: 500/500. |
| 35 | Малахов                                  | хутор   | Получено слишком много сущностей из Викиданные. Количество загруженных сущностей: 500/500. |
| 36 | Минаевский                               | хутор   | Получено слишком много сущностей из Викиданные. Количество загруженных сущностей: 500/500. |
| 37 | Мостовский                               | хутор   | Получено слишком много сущностей из Викиданные. Количество загруженных сущностей: 500/500. |
| 38 | Нижнянка                                 | хутор   | Получено слишком много сущностей из Викиданные. Количество загруженных сущностей: 500/500. |
| 39 | Никуличев                                | хутор   | Получено слишком много сущностей из Викиданные. Количество загруженных сущностей: 500/500. |
| 40 | Новоалександровский                      | хутор   | Получено слишком много сущностей из Викиданные. Количество загруженных сущностей: 500/500. |
| 41 | Новопавловский                           | хутор   | Получено слишком много сущностей из Викиданные. Количество загруженных сущностей: 500/500. |
| 42 | Орлиновский                              | хутор   | Получено слишком много сущностей из Викиданные. Количество загруженных сущностей: 500/500. |
| 43 | отделения № 2 совхоза «Усть-Медведицкий» | посёлок | Получено слишком много сущностей из Викиданные. Количество загруженных сущностей: 500/500. |
| 44 | отделения № 3 совхоза «Усть-Медведицкий» | посёлок | Получено слишком много сущностей из Викиданные. Количество загруженных сущностей: 500/500. |
| 45 | Отрожки                                  | хутор   | Получено слишком много сущностей из Викиданные. Количество загруженных сущностей: 500/500. |
| 46 | Перепольский                             | хутор   | Получено слишком много сущностей из Викиданные. Количество загруженных сущностей: 500/500. |
| 47 | Песчаный                                 | хутор   | Получено слишком много сущностей из Викиданные. Количество загруженных сущностей: 500/500. |
| 48 | Пимкин                                   | хутор   | Получено слишком много сущностей из Викиданные. Количество загруженных сущностей: 500/500. |
| 49 | Пичугин                                  | хутор   | Получено слишком много сущностей из Викиданные. Количество загруженных сущностей: 500/500. |
| 50 | Подгорный                                | хутор   | Получено слишком много сущностей из Викиданные. Количество загруженных сущностей: 500/500. |
| 51 | Подольховский                            | хутор   | Получено слишком много сущностей из Викиданные. Количество загруженных сущностей: 500/500. |
| 52 | Подпешинский                             | хутор   | Получено слишком много сущностей из Викиданные. Количество загруженных сущностей: 500/500. |
| 53 | Посельский                               | хутор   | Получено слишком много сущностей из Викиданные. Количество загруженных сущностей: 500/500. |
| 54 | Прилипкинский                            | хутор   | Получено слишком много сущностей из Викиданные. Количество загруженных сущностей: 500/500. |
| 55 | Пронин                                   | хутор   | Получено слишком много сущностей из Викиданные. Количество загруженных сущностей: 500/500. |
| 56 | Рубашкин                                 | хутор   | Получено слишком много сущностей из Викиданные. Количество загруженных сущностей: 500/500. |
| 57 | Рыбный                                   | хутор   | Получено слишком много сущностей из Викиданные. Количество загруженных сущностей: 500/500. |
| 58 | Себряков                                 | хутор   | Получено слишком много сущностей из Викиданные. Количество загруженных сущностей: 500/500. |
| 59 | Серафимович                              | город   | Получено слишком много сущностей из Викиданные. Количество загруженных сущностей: 500/500. |
| 60 | Среднецарицынский                        | хутор   | Получено слишком много сущностей из Викиданные. Количество загруженных сущностей: 500/500. |
| 61 | Старосенюткин                            | хутор   | Получено слишком много сущностей из Викиданные. Количество загруженных сущностей: 500/500. |
| 62 | Теркин                                   | хутор   | Получено слишком много сущностей из Викиданные. Количество загруженных сущностей: 500/500. |
| 63 | Трясиновский                             | хутор   | Получено слишком много сущностей из Викиданные. Количество загруженных сущностей: 500/500. |
| 64 | Тюковной                                 | хутор   | Получено слишком много сущностей из Викиданные. Количество загруженных сущностей: 500/500. |
| 65 | Угольский                                | хутор   | Получено слишком много сущностей из Викиданные. Количество загруженных сущностей: 500/500. |
| 66 | Усть-Хопёрская                           | станица | Получено слишком много сущностей из Викиданные. Количество загруженных сущностей: 500/500. |
| 67 | Фомихинский                              | хутор   | Получено слишком много сущностей из Викиданные. Количество загруженных сущностей: 500/500. |
| 68 | Хованский                                | хутор   | Получено слишком много сущностей из Викиданные. Количество загруженных сущностей: 500/500. |
| 69 | Хохлачев                                 | хутор   | Получено слишком много сущностей из Викиданные. Количество загруженных сущностей: 500/500. |
| 70 | Чеботаревский                            | хутор   | Получено слишком много сущностей из Викиданные. Количество загруженных сущностей: 500/500. |
| 71 | Чернополянский                           | хутор   | Получено слишком много сущностей из Викиданные. Количество загруженных сущностей: 500/500. |
| 72 | Чумаков                                  | хутор   | Получено слишком много сущностей из Викиданные. Количество загруженных сущностей: 500/500. |
| 73 | Ягодный                                  | хутор   | Получено слишком много сущностей из Викиданные. Количество загруженных сущностей: 500/500. |

### Среднеахтубинский район
наверх к оглавлениюВремя, выделенное для выполнения скриптов, истекло.

### Старополтавский район
наверх к оглавлениюВремя, выделенное для выполнения скриптов, истекло.

### Суровикинский район
наверх к оглавлениюВремя, выделенное для выполнения скриптов, истекло.

### Урюпинский район
наверх к оглавлениюВремя, выделенное для выполнения скриптов, истекло.

### Фроловский район
наверх к оглавлениюВремя, выделенное для выполнения скриптов, истекло.

### Чернышковский район
наверх к оглавлениюВремя, выделенное для выполнения скриптов, истекло.